# Angelina Jolie
Angelina Jolie Voight (Los Angeles, 4 de junho de 1975) é uma atriz, cineasta e ativista humanitária americana. Estreou no cinema ao lado de seu pai, Jon Voight, em Lookin' to Get Out (1982); porém, a carreira dela começou a sério uma década mais tarde, quando participou do filme de baixo orçamento Cyborg 2 (1993), seguido de seu primeiro papel principal em uma grande produção em Hackers (1995). Posteriormente, foi escalada para estrelar os telefilmes biográficos George Wallace (1997), pelo qual ganhou seu primeiro Prêmio Globo de Ouro de Melhor Atriz Coadjuvante em Televisão e recebeu uma indicação ao Prêmio Emmy do Primetime para Melhor Atriz Coadjuvante em minissérie ou telefilme, e Gia (1998), vencendo novamente o Globo de Ouro, só que, desta vez, na categoria de Melhor Atriz em Minissérie ou Filme para Televisão. Em 1999, recebeu elogios por parte dos críticos especializados por sua interpretação como Lisa Rowe no filme Girl, Interrupted, pelo qual ganhou o Oscar de Melhor Atriz Coadjuvante.
Jolie ganhou reconhecimento internacional em 2001 por ter interpretado a heroína dos jogos eletrônicos Lara Croft em Tomb Raider, estabelecendo-se, assim, entre as principais atrizes de Hollywood. Continuou sua carreira como "estrela de ação" em Mr. & Mrs. Smith (2005), Wanted (2008), Salt e The Tourist (ambos de 2010). A atriz foi elogiada pela crítica por suas atuações nos dramas A Mighty Heart (2007) e Changeling (2008), que lhe rendeu sua segunda indicação ao Oscar na categoria de Melhor Atriz. Seu maior sucesso comercial veio com o filme de fantasia Maleficent (2014). A partir da década de 2010, ela expandiu sua carreira para direção, roteiro e produção, dirigindo os dramas de guerra In the Land of Blood and Honey (2011) e Unbroken (2014). Até abril de 2019, ela era uma das atrizes de maior bilheteria de todos os tempos na América do Norte, assim como das 110 primeiras pessoas em geral, com seus filmes fazendo mais de 2,17 bilhões de dólares.
Além de seu trabalho no cinema, Angelina Jolie é conhecida por seus esforços humanitários, pelos quais recebeu um Prêmio Humanitário Jean Hersholt e o título honorário de dama da Ordem de São Miguel e São Jorge (DCMG), entre outras distinções. Ela promove várias causas, incluindo a conservação ambiental, educação e direitos das mulheres, e é mais conhecida por sua defesa em favor dos refugiados, tendo sido nomeada Enviada Especial para o Alto Comissariado das Nações Unidas para os Refugiados (ACNUR).
Como uma figura pública, Jolie é citada como uma das pessoas mais influentes e poderosas na indústria de entretenimento americana, bem como a mulher mais bonita do mundo, por vários meios de comunicação, os quais a consideram um símbolo sexual. Em 2006, a revista People a nomeou a Pessoa Mais Bonita do Mundo, ao passo que a Empire e a Esquire designaram-na a Estrela de Cinema Mais Sensual de Sempre. Foi nomeada a celebridade mais poderosa do mundo pela Forbes em 2009, bem como a atriz mais poderosa de 2006 a 2008 e de 2011 a 2013. Nos anos de 2009, 2011 e 2013, foi a atriz mais bem paga de Hollywood. Sua vida pessoal é objeto de constante atenção da mídia. Ela divorciou-se dos atores Jonny Lee Miller, Billy Bob Thornton e Brad Pitt, com quem teve seis filhos, três dos quais foram adotados.

## Primeiros anos e adolescência
Angelina Jolie Voight nasceu em Los Angeles, Califórnia. É filha dos atores Jon Voight e Marcheline Bertrand, sobrinha de Chip Taylor, irmã de James Haven Voight e afilhada de Jacqueline Bisset e Maximilian Schell. Do lado paterno, é descendente de eslovacos e de alemães; por outro lado, sua mãe tinha ascendência francesa, holandesa e também alemã. Tal como sua mãe, Angelina Jolie afirma também possuir ascendência ameríndia nativo-americana, em específico dos iroqueses e de ter tido uma remota antepassada indígena huroniana, nascida em 1649.

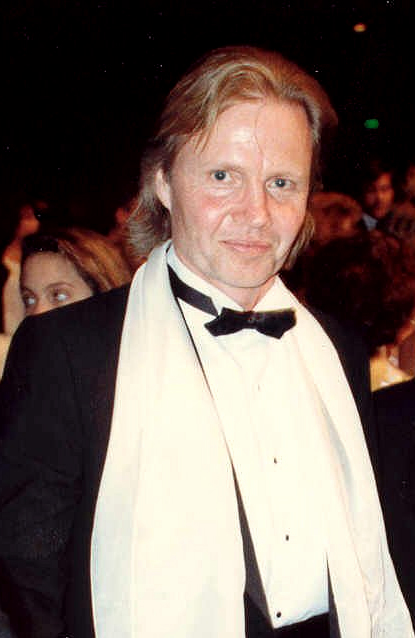
Jon Voight no Oscar 1988. Na imagem, atrás dele, à esquerda, é possível ver Jolie olhando para o lado.

Após a separação de seus pais em 1976, Jolie e seu irmão foram morar com a mãe, que abandonara suas ambições artísticas para concentrar-se na criação de seus filhos. Quando criança, Jolie frequentemente assistia a filmes com sua mãe, e foi isso, ao invés da carreira bem-sucedida de seu pai, que lhe despertou o interesse em atuar; embora, aos cinco anos, tivesse participado do filme Lookin' to Get Out (1982), ao lado de Voight. Aos seis anos de idade, Bertrand e seu parceiro, o cineasta Bill Day, mudaram-se com a família a Palisades, Nova Iorque; voltaram para Los Angeles cinco anos depois. Então, Jolie decidiu que queria atuar e matriculou-se no Lee Strasberg Theatre Institute de Los Angeles, onde estudou por dois anos e, nesse tempo, apareceu em várias produções de teatro; cursou também a Escola de Ensino Médio Beverly Hills, na qual se sentiu isolada das crianças de famílias mais ricas da área, uma vez que sua mãe tinha uma renda mais modesta. Ela foi provocada por outros estudantes, os quais debochavam dela por ser extremamente magra e por usar óculos e aparelho ortodôntico.
Por insistência da mãe, considerou seguir a carreira de modelo; todavia, suas primeiras tentativas para a profissão mostraram-se fracassadas. Jolie abandonou suas aulas de atuação e interessou-se pela profissão de agente funerário, fazendo cursos por correspondência de como preparar corpos para funerais. Subsequentemente, foi transferida para Moreno High School, uma escola alternativa, onde se tornou uma "punk estranha," e pintou o cabelo de roxo, vestia roupa preta e participava de roda com o seu então namorado, com o qual vivia junto e com quem experimentou o sadomasoquismo. Aos dezesseis anos, após a relação ter terminado, Jolie formou-se na escola e alugou seu próprio apartamento, antes de ter retornado aos estudos de teatro. Em 2004, em referência a esse período, ela observou: "Eu ainda sou lá no fundo — e sempre serei — apenas uma garota punk com tatuagens."
Ainda na adolescência, Jolie achou difícil conectar-se emocionalmente com outras pessoas e, como resultado, auto-feriu-se, ato sobre o qual comentou: "Por alguma razão, o ritual de-me ter cortado e ter sentido a dor, sentido algum tipo de liberação, era, de alguma forma, terapêutico para mim." Ela também lutou contra a insônia e o transtorno alimentar, e começou a experimentar drogas; aos vinte anos, já havia usado "quase todas as drogas possíveis," particularmente a heroína. Também sofreu episódios de depressão e planejou suicidar-se duas vezes, aos dezenove anos e novamente aos 22, idade na qual tentou contratar um assassino para a matar. Aos 24 anos, teve um colapso nervoso; por consequência, foi internada por 72 horas na ala psiquiátrica do Centro Médico da UCLA. Dois anos mais tarde, depois de ter adotado seu primeiro filho, encontrou estabilidade em sua vida, e afirmou: "Eu sabia que, uma vez que me comprometesse com Maddox [seu filho], nunca mais voltaria a ser autodestrutiva."
Jon Voight abandonou a família quando Jolie tinha menos de um ano de idade, eventualmente culminando em um relacionamento disfuncional entre eles. A partir de então, seus momentos juntos eram raros e, em geral, apenas quando apareciam em público. Todavia, eventualmente se reconciliaram ao atuarem juntos em Lara Croft: Tomb Raider (2001) mas, não obstante, o relacionamento voltou a se deteriorar. Então, a atriz decidiu remover legalmente o sobrenome "Voight" para apenas seu nome do meio, o qual já vinha usando há tempos como um nome artístico; a mudança de nome foi concedida em 12 de setembro de 2002. Em seguida, Jon tornou público seu desentendimento durante uma aparição no Access Hollywood, na qual alegou que a filha tinha "sérios problemas mentais." Nesse ponto, Marcheline Bertrand e James Haven também interromperam o contato com Jon, ficando seis anos e meio sem estabelecer contato; contudo, começaram a reconstruir o relacionamento próximo à morte de Bertrand em 27 de janeiro de 2007, vítima de câncer de ovário. Três anos depois, tornou-se pública a reconciliação de Voight com Jolie.

## Carreira

### 1991–1997: Primeiros trabalhos
Jolie comprometeu-se a atuar profissionalmente aos dezesseis anos; porém, inicialmente, achou difícil passar em testes de elenco, uma vez que os produtores de elenco observavam que seu comportamento era "muito sombrio." Ela apareceu em cinco dos filmes de estudante do seu irmão, realizados enquanto frequentavam a USC School of Cinema-Television, bem como em vários vídeos musicais, nomeadamente "Stand by My Woman" (1991), de Lenny Kravitz; "Alta Marea", de Antonello Venditti (1991); "It's About Time" (1993), de The Lemonheads; e "Rock and Roll Dreams Come Through" (1993), de Meat Loaf.
Começou sua carreira profissional no cinema em 1993, quando desempenhou seu primeiro papel principal na sequência de ficção científica Cyborg 2, como um robô "quase humano" projetado para espionagem corporativa e assassinato. Ela ficou tão desapontada com o filme ao ponto de não fazer mais nenhuma audição por um ano. Depois de um papel coadjuvante em Without Evidence (1995), estrelou no filme Hackers (1995). Janet Maslin, do New York Times, observou que a atriz se destacou em relação aos seus coelgas de elenco. A produção não conseguiu lucrar nas bilheterias, mas desenvolveu um seguimento cult após seu lançamento em DVD. Depois de ter estrelado Love Is All There Is (1996), adaptação moderna de Romeu e Julieta, a atriz apareceu no filme Mojave Moon (1996); sobre sua atuação neste, The Hollywood Reporter escreveu: "Jolie, uma atriz que a câmera realmente adora, revela um talento cômico e o tipo de sexualidade apaixonante que faz com que seja inteiramente confiável e que o personagem de Danny Aiello largaria tudo só para ter a chance de estar com ela."
Em 1997, Jolie estrelou o filme Playing God, ambientado no submundo do crime de Los Angeles, com David Duchovny. A produção não foi bem recebida pelos críticos; Roger Ebert, do periódico Chicago Sun-Times, observou que a atriz "encontra um certo entusiasmo em um tipo de papel que costuma ser duro e agressivo, ela parece muito legal para ser a namorada [de um mafioso], e talvez seja." Ela também interpretou uma stripper que abandona a sua performance para percorrer a cidade de Nova Iorque no vídeo musical de "Anybody Seen My Baby?", da banda The Rolling Stones.

### 1998–2000: Revelação
As perspectivas de sua carreira começaram a melhorar após a atriz ter ganhado um Globo de Ouro por seu desempenho como Cornelia no filme biográfico de George Wallace 1997, no qual foi considerada como "um destaque na produção" pelo The Philadelphia Inquirer. O filme foi igualmente muito bem recebido pelos críticos e ganhou, entre outros prêmios, o Globo de Ouro de Melhor Minissérie ou Filme de Televisão. Por conseguinte, ela também foi indicada ao Emmy de Melhor Atriz Coadjuvante em Minissérie ou Telefilme.
Sua primeira grande revelação aconteceu ao ter interpretado a supermodelo Gia Carangi no telefilme Gia (1998), o qual narra a destruição da vida e da carreira de Carangi como resultado de seu vício em heroína, seu declínio e morte por SIDA em meados da década de 1980. Vanessa Vance, da Reel.com, observou retrospectivamente: "Jolie ganhou um amplo reconhecimento por seu papel como Gia, e é fácil entender o porquê. Ela é feroz em sua performance — preenchendo-a com nervosismo, charme e desespero — e seu papel neste filme é, possivelmente, o mais belíssimo 'desastre' [sobre a vida de uma pessoa] já filmado." Pelo segundo ano consecutivo a atriz ganhou um Globo de Ouro, desta vez para Melhor Atriz em Minissérie ou Telefilme, e seu primeiro Prêmio Screen Actors Guild, e foi nomeada ao Emmy na mesma categoria.
Seguindo O Método, de Lee Strasberg, Jolie preferia permanecer na personagem mesmo depois das gravações de suas cenas em muitos de seus primeiros filmes, e, como resultado, ganhou a reputação de ser difícil de lidar. Depois que as filmagens de Gia acabaram, desistiu brevemente de atuar porque sentia que não tinha "nada mais para dar." Ela se separou de seu marido Jonny Lee Miller e mudou-se para Nova Iorque, onde teve aulas noturnas de direção e roteiro na Universidade de Nova Iorque. Encorajada por sua vitória no Globo de Ouro por George Wallace e pela recepção crítica positiva de Gia, retomou à sua carreira. Após ter participado do filme Hell's Kitchen (1998), atuou em Playing by Heart (1998), o qual recebeu críticas predominantemente positivas e pelo qual ela foi particularmente elogiada, ganhando o prêmio de Atriz Revelação pela National Board of Review.
Em 1999, ela estrelou a comédia dramática Pushing Tin, ao lado de Cate Blanchett, Billy Bob Thornton e John Cusack, a qual teve uma recepção mista por parte dos críticos, e sua personagem — a sedutora esposa de Thornton — foi particularmente criticada. Jolie co-estrelou com Denzel Washington em O Colecionador de Ossos (1999), interpretando uma policial que, relutantemente, ajuda um detetive tetraplégico a localizar um assassino em série. O filme arrecadou 151,5 milhões de dólares em todo o mundo, mas recebeu baixas avaliações críticas. Terry Lawson, do Detroit Free Press, concluiu: "Jolie, embora seja sempre agradável de olhar, foi lamentavelmente mal escalada."; Pablo Villaça completou: "Com um material melhor em mãos, Jolie certamente ter-se-ia destacado."
Em seguida, a atriz interpretou Lisa Rowe, uma paciente sociopata, em Girl, Interrupted (1999), uma adaptação do livro homônimo de Susanna Kaysen. Embora esperava-se que o filme marcasse um retorno de destaque para a carreira de Winona Ryder, a qual interpretou a personagem principal, foi Jolie quem recebeu grande aclamação dos críticos cinematográficos e deu um grande passo na indústria de Hollywood. Para a Variety, Emanuel Levy observou: "Jolie é excelente como a garota extravagante e irresponsável." Em sua revisão ao The New York Times, Stephen Holden escreveu que "a performance feroz e emocionante de Jolie captura o fascínio assustador deste filme aventureiro e brutal." O crítico Roger Ebert elogiou seu desempenho, dizendo: "A atriz está se emergindo como um dos grandes espíritos selvagens de filmes atuais, um canhão solto que, de alguma forma, tem objetivo mortal." Como consequência, ela ganhou seu terceiro Globo de Ouro, seu segundo Screen Actors Guild e seu primeiro Critics Choice e Oscar, todos na categoria de Melhor Atriz Coadjuvante, além de ter sido premiada com o troféu de Atriz do Ano pelo Hollywood Film Festival e Melhor Atriz Coadjuvante pela Associação Nacional de Proprietários de Teatro.
"Suas atuações em Girl, Interrupted e, especialmente, Gia podem ser a interpretações [de um ator americano] mais poderosas dos últimos vinte anos. É impossível imaginar qualquer outra atriz nesses papéis; no seu melhor, Jolie faz com que quase todas as outras atrizes de sua geração pareçam tímidas."
— Allen Barra, crítico do Salon.com, a elogiar as performances de Jolie
Em 2000, apareceu em Gone in 60 Seconds, que se tornou o seu maior filme de maior bilheteria até então, ganhando 237,2 milhões de dólares internacionalmente, e no qual teve uma pequeno participação como uma mecânica e ex-namorada de um ladrão de carro interpretado por Nicolas Cage. No que tange à participação da atriz, Stephen Hunter, para o Washington Post, escreveu: "tudo o que ela faz neste filme é ficar em pé e mexendo aqueles lábios carnudos e pulsantes que aninham tão provocativamente em seus dentes."

### 2001–2004: Reconhecimento internacional

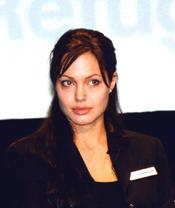
Jolie em 2003

Não obstante ter sido altamente elogiada por suas habilidades de atuação, Jolie não havia encontrado filmes que apelassem para um público amplo; contudo, alcançou reconhecimento internacional ao ter conseguido o papel de Lara Croft em Tomb Raider (2001). Nesta adaptação da popular série de jogos eletrônicos, exigia-se que a atriz aprendesse sotaque inglês e passasse por um extenso treinamento de artes marciais. Sua escalação para o papel gerou controvérsias, porque, de acordo com quem era contra, ela não tinha o físico apropriado, além do mais, era uma americana a interpretar uma personagem originalmente britânica, ela tinha tatuagens e outros fatores relacionados à sua vida pessoal os quais, teoricamente, tornavam-na incompatível para o papel. À vista disso, o diretor do filme, Simon West, defendeu-a desde quando os primeiros alardes midiáticos se formaram, fazendo com que aos poucos se dissipassem. Durante as filmagens, a atriz dispensou dublês para as cenas de ação, e isso fez com que ela se ferisse.
Embora o filme tenha gerado críticas negativas, ela foi geralmente elogiada por seu desempenho, principalmente físico. Segundo o consenso crítico do Rotten Tomatoes, "Angelina Jolie é perfeita para o papel de Lara Croft, mas [nem] mesmo ela não pode salvar o filme de um enredo sem sentido e sequências de ação sem impacto emocional"; Sebastian Zavala concordou, dizendo que a presença da atriz nas câmeras "é tão magnética." John Anderson, do jornal Newsday, comentou: "Jolie torna a personagem-título um ícone virtual da competência feminina e da frieza" Marcelo Forlani, em sua crítica ao Omelete, considerou-a perfeita para o papel. O filme foi um sucesso internacional de bilheteria, ganhando 274,7 milhões de dólares em todo o mundo, e se tornou o filme estrelado por uma mulher com melhor estreia, 48 milhões de dólares em três dias; após três semanas, ultrapassou a barreira dos cem milhões. A película garantiu a Jolie a reputação internacional de "estrela de ação," e o crítico de cinema Scott Mendelson, da Forbes, publicou uma matéria cujo título se refere à atriz como a "primeira estrela feminina de cinema do gênero ação de grande sucesso."
Jolie estrelou como a noiva por correspondência do personagem de Antonio Banderas em Original Sin (2001). O crítico Elvis Mitchell, do New York Times, questionou sua decisão de seguir a carreira com um "absurdo de soft-core." A comédia romântica Life or Something Like It (2002), foi igualmente mal sucedida. Em 2002, ela se estabeleceu entre as atrizes mais bem pagas de Hollywood, ganhando entre dez e quinze milhões de dólares por filme.

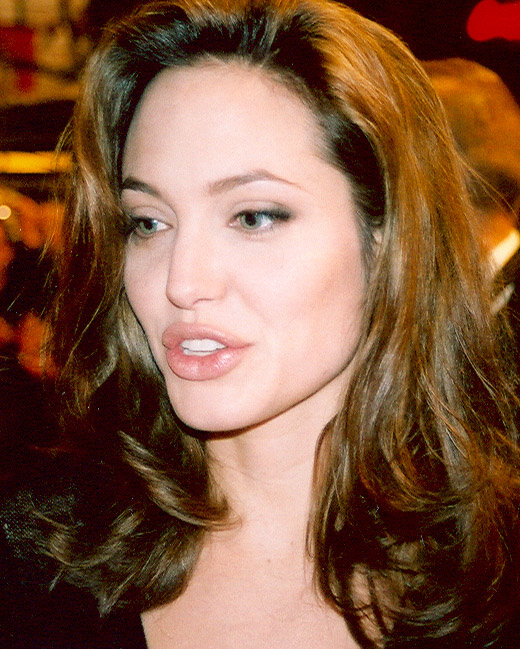
A atriz na estreia de Alexander em dezembro de 2004

Jolie retomou seu papel como Lara Croft em Tomb Raider – The Cradle of Life (2003), o qual não foi tão lucrativo quanto o original, ganhando 156,5 milhões de dólares na bilheteria internacional; além disso, estrelou o vídeo musical de "Did My Time", de Korn, usado para promover a sequência. Seu filme seguinte foi Beyond Borders (2003), no qual interpretou uma socialite que tem um relacionamento com um trabalhador humanitário interpretado por Clive Owen. Apesar de não ter se saído bem nas bilheterias, o filme é o primeiro de vários projetos que fez com que Jolie se juntasse a causas humanitárias. Kenneth Turan, do Los Angeles Times, reconheceu a habilidade da atriz em "trazer emoção e credibilidade ao papel."
Em 2004, foram lançados quatro filmes com Jolie. Estrelando primeiramente o suspense Taking Lives como uma criadora de perfis do FBI convocada para ajudar a polícia de Montreal a prender um assassino em série. O filme recebeu críticas mistas; Kirk Honeycutt, para o The Hollywood Reporter, concluiu: "Jolie desempenha um papel que [ela] definitivamente se sente como algo que já fizera antes, mas adiciona um traço inconfundível de emoção e glamour." Posteriormente, fez uma breve aparição em Sky Captain and the World of Tomorrow, uma aventura de ficção científica que foi filmada inteiramente com os atores em frente à chroma key, e dublou seu primeiro filme infantil, a animação Shark Tale. Seu papel coadjuvante como a rainha Olímpia do Epiro em Alexander, sobre a vida de Alexandre, o Grande, foi recebido com recepção mista, particularmente em relação ao seu sotaque eslavo. Comercialmente, o filme fracassou na América do Norte, fazendo com que o diretor Oliver Stone atribuísse à desaprovação da descrição da bissexualidade de Alexander, mas conseguiu internacionalmente uma receita total de 167,3 milhões de dólares.

### 2005–2010: Sucesso comercial e crítico
Em 2005, Jolie foi escalada para atuar na comédia de ação Mr. & Mrs. Smith, na qual estrelou ao lado de Brad Pitt, como um casal que descobre que ambos são assassinos secretos. O filme recebeu críticas mistas, mas foi geralmente elogiado pela química entre os atores principais, e se tornou um sucesso de bilheteria. Roger Ebert disse que "o que faz o filme funcionar é que Pitt e Jolie se divertem juntos na tela e são capazes de encontrar um ritmo que lhes permite ser subestimados e divertidos, mesmo durante os desenvolvimentos mais alarmantes." Manohla Dargis, do The New York Times, publicou: "Este é o espetáculo de Brad e Angelina e não muito mais. Isso é muito ruim, porque ambos os atores são capazes de mais." Com uma arrecadação de 478,2 milhões de dólares em todo o mundo, Mr. & Mrs. Smith foi para a sétima maior bilheteria do ano e permaneceu como o filme de ação mais lucrativo de Jolie até a década seguinte.

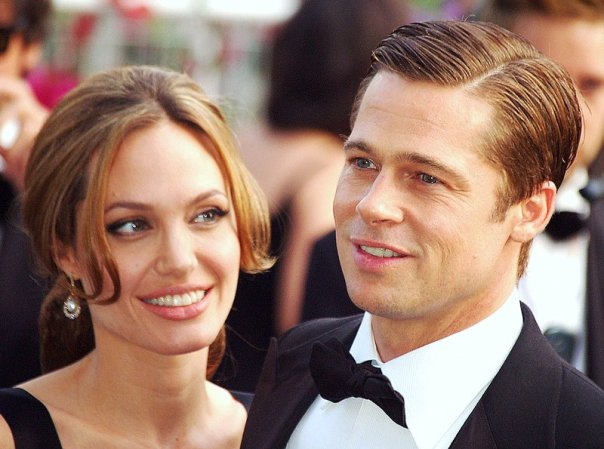
Jolie com Brad Pitt no Festival de Cannes em maio de 2007

Depois de um papel coadjuvante como a esposa negligenciada de um oficial da CIA em O Bom Pastor (2006), Jolie estrelou como Mariane Pearl no drama de documentário A Mighty Heart (2007). Baseado no livro de mesmo nome, o filme narra o sequestro e assassinato de seu marido, o repórter Daniel Pearl, do Wall Street Journal, no Paquistão. Embora Pearl tenha escolhido pessoalmente Jolie para o papel, surgiram críticas raciais e acusações de blackface. O desempenho da atriz foi amplamente elogiado, inclusive pelo The Hollywood Reporter, com o analista Ray Bennett descrevendo-o como "bem medido e comovente," e interpretado "com respeito." Ela recebeu indicações ao Globo de Ouro de Melhor Atriz em filme dramático, Critics' Choice Movie, Independent Spirit, Satellite e ao Prêmio Screen Actors Guild de Melhor Atriz, e também dirigiu o documentário A Place in Time. Ainda em 2007, interpretou a mãe de Grendel no épico Beowulf, criado através da captura de movimento. O filme foi criticamente e comercialmente bem recebido, sua receita foi de 196,4 milhões de dólares em todo o mundo."
Em 2008, Jolie foi a atriz mais bem paga de Hollywood, ganhando entre quinze e vinte milhões de dólares por filme. Enquanto outras atrizes foram forçadas a sofrer cortes salariais nos anos anteriores, o sucesso de bilheteria de Jolie trazia aos filmes que estrelava permitiu que ela ganhasse tanto quanto vinte milhões, mais uma porcentagem. Ela atuou, ao lado de James McAvoy e Morgan Freeman, no filme de ação Wanted (2008), que arrecadou 341,4 milhões de dólares em todo o mundo. O filme recebeu críticas predominantemente favoráveis. Escrevendo para The New York Times, Manohla Dargis observou que "Jolie estava perfeitamente no elenco como uma assassina super-assustadora, aparentemente amoral." O brasileiro Pablo Villaça, do Cinema em Cena, publicou que "ela atravessa o filme no piloto automático, confiando em sua beleza para transformar Fox [sua personagem] numa figura relevante – e consegue (observem, por exemplo, a maneira sensualíssima com que ela deita sobre um trem em movimento e verão uma atriz plenamente consciente do poder de seu corpo sobre o espectador)." A Time a posicionou no quinto lugar dentre as dez melhores atuações do ano.
Jolie assumiu o papel principal no drama Changeling (2008), de Clint Eastwood. Baseado nos Crimes de Wineville, que ocorreram em Los Angeles em 1928, o filme centra-se em Christine Collins, uma mulher que reencontra um menino que seria seu filho desaparecido, logo percebendo que ele, na realidade, não é seu filho. A atriz recebeu aclamação por parte da crítica especializada; Amir Labaki, em sua crítica escrita para a Folha de S.Paulo, descreveu este como o "seu melhor papel, [...] Jolie nunca esteve melhor," e complementou: "Fúria e fragilidade, inteligência e emoção, têmpera e ceticismo se mesclam num desempenho maior que prêmios, maior que filmes, maior que a vida." Pablo Villaça elogiou a atriz, afirmando que ela "retrata com sensibilidade a dor de uma mãe que enfrenta a pior tragédia imaginável para quem tem filhos. Aliás, a performance de Jolie é tão eficiente que, mesmo que o filme não tente explicar as ações da mulher, compreendemos por que ela aceita levar uma criança estranha para casa." Kirk Honeycutt, do The Hollywood Reporter, notou que "ela apresenta uma poderosa exibição emocional como uma mulher tenaz que reúne força sobre as forças que se opõem a ela, e nos lembra que não há nada tão feroz como uma mãe protegendo seu filho." Jolie recebeu indicações ao BAFTA, Critics' Choice Movie, Empire, Globo de Ouro, Screen Actors Guild e ao Oscar de Melhor Atriz e venceu os prêmios Satellite e o Saturno na mesma categoria.. Também emprestou sua voz para a animação Kung Fu Panda (2008), seu primeiro trabalho principal em uma franquia infantil, reprisando mais tarde seu papel nas sequencias Kung Fu Panda 2 (2011) e Kung Fu Panda 3 (2016).

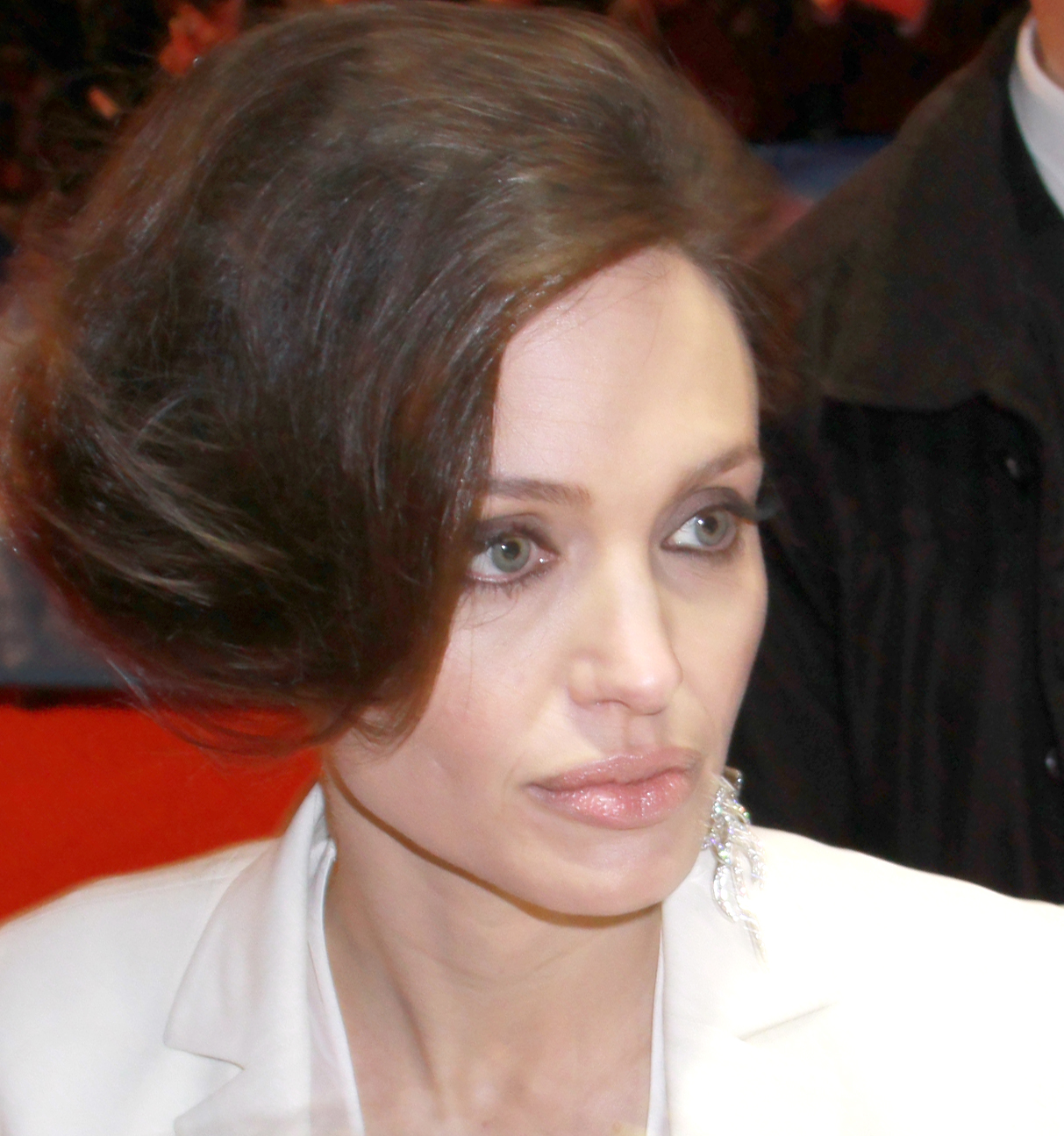
Jolie no lançamento do filme The Curious Case of Benjamin Button em 2009

Depois da morte de sua mãe em 2007, Jolie começou a aparecer em menos filmes, explicando que sua motivação para ser uma atriz resultou das ambições de atuação de sua mãe. Seu primeiro filme em dois anos foi o suspense de espionagem Salt (2010), no qual estrelou como uma agente da CIA que é perseguida depois que é acusada de ser um agente adormecido da KGB. Originalmente escrito para uma personagem masculina, com Tom Cruise cotado a estrelar, o agente Salt sofreu uma mudança de gênero depois que um executivo da Columbia Pictures sugeriu Jolie para o papel. Com receitas de 293,5 milhões de dólares, tornou-se um sucesso internacional. O filme recebeu críticas geralmente positivas, com o desempenho de Jolie em particular ganhando elogios. O crítico William Thomas, da revista Empire, comentou: "Quando se trata de vender fantasias incríveis, loucas e desafiadoras até a morte, Jolie tem poucos concorrentes no negócio de ação."
Estrelou ao lado de Johnny Depp o filme de ação The Tourist (2010), que recebeu avaliações pouco favoráveis dos críticos, embora Roger Ebert tenha defendido o desempenho de Jolie, afirmando que ela "faz sua versão mais terrível" e "interpreta sua mulher fatal com intensidade e com uma sexualidade arrebatadora." Apesar de um começo lento nas bilheterias americanas, o filme arrecadou 278,3 milhões de dólares em todo o mundo, aumentando o apelo de Jolie para com o público internacional. Ela recebeu uma indicação ao Globo de Ouro por seu desempenho.
Ainda em 2010, surgiram especulações de que ela iria interpretar Marilyn Monroe no filme The life and opinions of Maf the Dog, and of his friend Marilyn, baseado no livro homônimo de Andrew O'Hagan, cuja história segue os últimos dois anos de Monroe, vista da perspectiva de seu cachorro de estimação, um presente de Frank Sinatra em 1960. George Clooney interpretaria Sinatra. Apesar de tudo, não houve mais nenhuma resposta se a produção  aconteceria.

### 2011–presente: Expansão profissional
Em 2011, fez sua estreia como diretora cinematográfica em In the Land of Blood and Honey (2011), uma história de amor entre um soldado sérvio e uma prisioneira bósnia durante a Guerra da Bósnia (1992-95). Ela dirigiu o filme para que fosse reavivada a atenção para os sobreviventes, depois de ter visitado a Bósnia e Herzegovina duas vezes em seu papel como Embaixadora de Boa Vontade do ACNUR. Para garantir a autenticidade, o filme teve apenas atores da ex-Iugoslávia — incluindo Goran Kostić e Zana Marjanović — e incorporou suas experiências de guerra em seu roteiro. Após o lançamento, recebeu críticas mistas. Todd McCarthy, do The Hollywood Reporter, escreveu: "Jolie merece um crédito significativo por criar uma atmosfera tão poderosa e opressiva e encenar os eventos horríveis de forma tão credível, mesmo que sejam essas mesmas forças que farão com que as pessoas não queiram ver o que está na tela." O filme foi nomeado ao Globo de Ouro de Melhor Filme em Língua Estrangeira e Jolie foi nomeada uma cidadã honorária de Sarajevo por aumentar a consciência da guerra.
"Eu sempre fui atraída por filmes de guerra. Sempre fui movida por eles, mas, até então, nunca quis dirigir um. Estava passando por um período em que andava pensando muito sobre meus dez anos viajando nessas situações [de guerra] e todas as pessoas que conheci que tinham passado por conflitos e como suas vidas foram afetadas."
— Jolie ao falar sobre estreia na direção.
Ela foi considerada para os papéis de Meredith Vickers no filme Prometheus, Tiffany Maxwell em Silver Linings Playbook e Dra. Ryan Stone em Gravity, porém Charlize Theron, Jennifer Lawrence e Sandra Bullock, respectivamente, acabaram sendo escolhidas. Após ausentar-se do cinema por três anos e meio, estrelou Maleficent (2014), uma re-imaginação em live-action da animação Sleeping Beauty (1959). A recepção crítica foi mista, mas o desempenho da atriz no papel da titular foi elogiado. Sherri Linden, do The Hollywood Reporter, afirmou que Jolie" é o coração e alma" do filme, "e exerce um poder magnético e sem esforço." Em seu fim de semana de abertura, Maleficent ganhou quase setenta milhões na bilheteria americana e mais de cem milhões em outros mercados, marcando o apelo de Jolie para audiências de todas as idades em filmes de ação e fantasia. Por fim, arrecadou 757,8 milhões de dólares em todo o mundo, tornando-se o quarto filme de maior bilheteria do ano e o filme mais lucrativo da carreira da atriz.

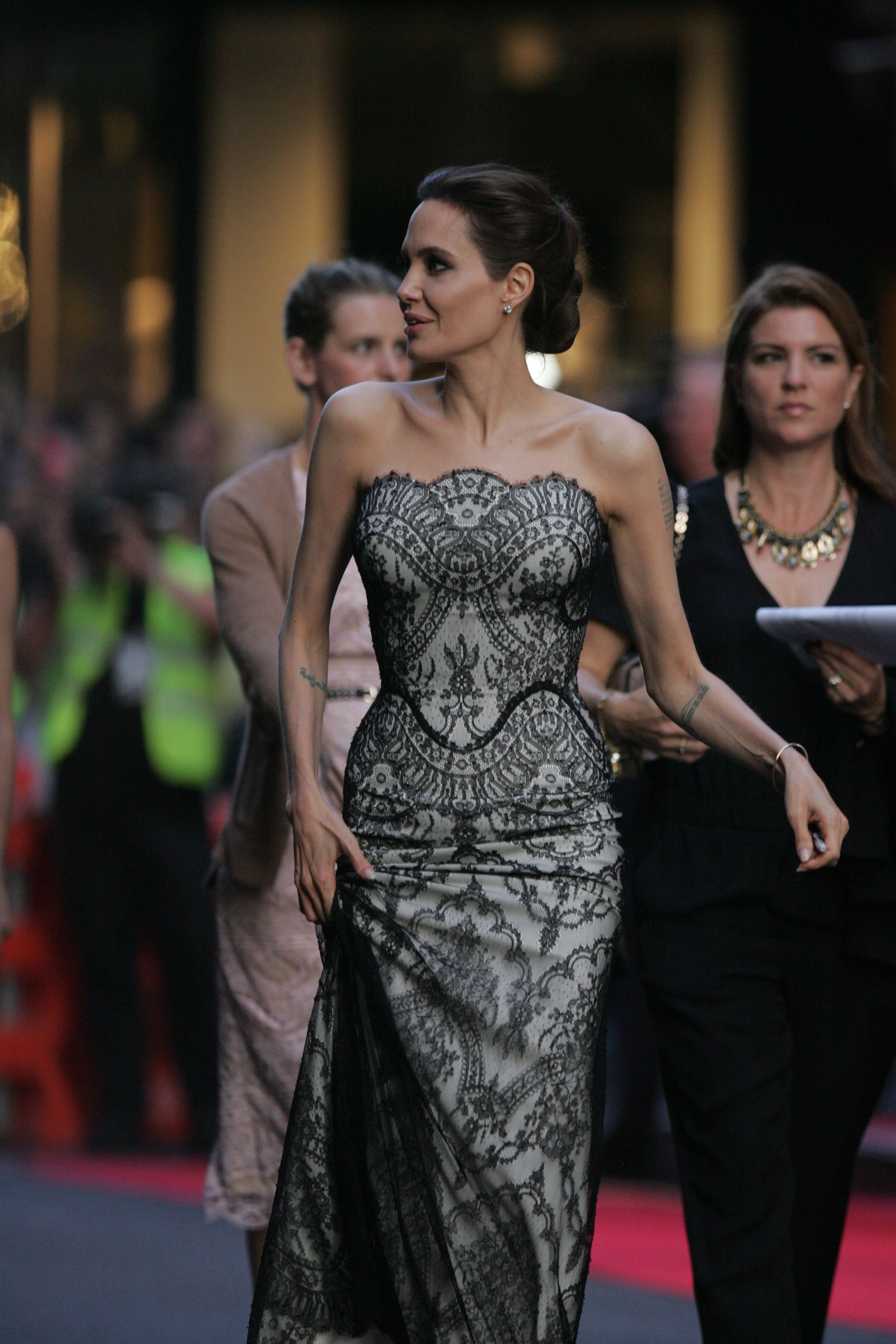
A atriz na estreia de Invencível em 2014

Jolie completou seu segundo trabalho como diretora em Unbroken (2014), baseado na biografia de Louis Zamperini (1917-2014), ex-atleta olímpico que sobreviveu a um acidente aéreo durante a Segunda Guerra Mundial e passou dois anos como prisioneiro de guerra em um acampamento de guerra japonês. O roteiro do filme foi escrito pelos irmãos Coen, e Jack O'Connell estrelou como Zamperini. Inicialmente, houve uma recepção positiva, por isso, foi considerado como um provável candidato ao Oscar para as categorias de Melhor filme e Melhor Direção; contudo, posteriormente, acabou por receber críticas mistas e poucos prêmios de reconhecimento, embora foi nomeado um dos melhores filmes do ano pela National Board of Review e pelo American Film Institute. Justin Chang, da Variety, notou que o filme é um "impecável artesanato com sobriedade," mas considerou "uma história extraordinária contada em termos obedientes, não excepcionais." Financeiramente, Unbroken superou as expectativas da indústria em seu fim de semana de abertura, eventualmente ganhando mais de 163 milhões de dólares em todo o mundo.
Seu trabalho seguinte como cineasta aconteceu no drama marital By the Sea (2015), no qual estrelou com seu até então marido Brad Pitt, marcando a primeira colaboração de ambos desde 2005 em Mr. & Mrs. Smith. O filme foi um projeto profundamente pessoal para Jolie, que se inspirou na vida de sua própria mãe. Os críticos, no entanto, destacaram-no como um "projeto de vaidade," fazendo com que ele angariasse uma má recepção em geral. Apesar de estrelar dois dos principais atores de Hollywood, o filme recebeu apenas uma versão limitada.
First They Killed My Father, adaptação do livro homônimo de Loung Ung, estreou na Netflix no final de 2016. Além de ter dirigido o filme, Jolie co-escreveu seu roteiro com Ung, uma ativista de direitos humanos que sobreviveu ao regime Khmer Vermelho do Camboja. Descrevendo-na como uma "cineasta habilidosa e sensível," Rafer Guzmán, do Newsday, elogiou-a por "retratar de forma convincente [o] inferno ilógico da era do Khmer Vermelho." A obra foi nomeada ao Globo de Ouro e ao BAFTA de Melhor Filme em língua não inglesa.
Jolie reprisou o papel de Maleficent em  Mistress of Evil (2019), que recebeu avaliações desfavoráveis por parte da crítica, mas arrecadou 490 milhões de dólares. Seu trabalho posterior foi Come Away (2020), filme independente dirigido por Brenda Chapman, que recontou as histórias de Alice no País das Maravilhas e Peter Pan. Em 2021, protagonizou ao lado de Finn Little o thriller Those Who Wish Me Dead, do diretor Taylor Sheridan, baseado no livro de mesmo nome.  Ainda no mesmo ano, estreou no Universo Cinematográfico Marvel, no qual viveu Thena no filme de super-heróis Eternals, de Chloé Zhao.
O próximo trabalho marca seu retorno ao posto de diretora, na adaptação do livro Without Blood, de Alessandro Baricco. O filme conta com Salma Hayek como protagonista e segue sem data de estreia definida.
Em outubro de 2022, Jolie foi anunciada como a escolhida do diretor Pablo Larraín para interpretar a soprano greco-americana Maria Callas na cinebiografia intitulada Maria. O longa tem previsão de lançamento para 2024. 
Deve estrelar, ainda, ao lado de Halle Berry, o thriller de ação Maude v Maude, vivendo uma espiã sob a direção de Roseanne Liang.

## Trabalho humanitário

### Embaixadora do ACNUR
"Não podemos fechar-nos à informação e ignorar o fato de que milhões de pessoas estão sofrendo por aí. Eu honestamente quero ajudar. Eu não acredito que eu sinto diferentemente de outras pessoas. Eu acho que todos nós queremos justiça e igualdade, uma chance para uma vida com significado. Todos nós gostaríamos de acreditar que se estivéssemos em uma situação ruim, alguém nos ajudaria"

— Jolie com seus motivos para se juntar ao ACNUR em 2001
Jolie testemunhou pela primeira vez os efeitos de uma crise humanitária enquanto filmava Lara Croft: Tomb Raider (2001) no Camboja, que estava devastado por uma guerra, uma experiência que ela falou ter trazido uma maior compreensão sobre o mundo. Ao terminar as gravações do filme e voltar para casa, contatou o Alto Comissariado das Nações Unidas para os Refugiados (ACNUR) para obter informações sobre lugares problemáticos em âmbito internacional. Para saber mais sobre as condições nessas áreas, ela começou a visitar campos de refugiados ao redor do mundo. Em fevereiro de 2001, fez sua primeira visita a um campo de refugiados, uma missão de dezoito dias para Serra Leoa e Tanzânia. Ela, mais tarde, expressou seu choque com o que havia testemunhado. Nos meses seguintes, Jolie retornou ao Camboja por duas semanas e encontrou-se com refugiados afegãos no Paquistão, onde doou um milhão de dólares em resposta a um apelo de emergência internacional do ACNUR, a maior doação já recebida de uma iniciativa privada individual. Ela cobriu todos os custos relacionados a suas missões e compartilhou as mesmas condições rudimentares de trabalho e de vida das pessoas de campo do ACNUR em todas as suas visitas. Jolie foi nomeada Embaixadora da Boa Vontade na sede do ACNUR em Genebra em 27 de agosto de 2001.

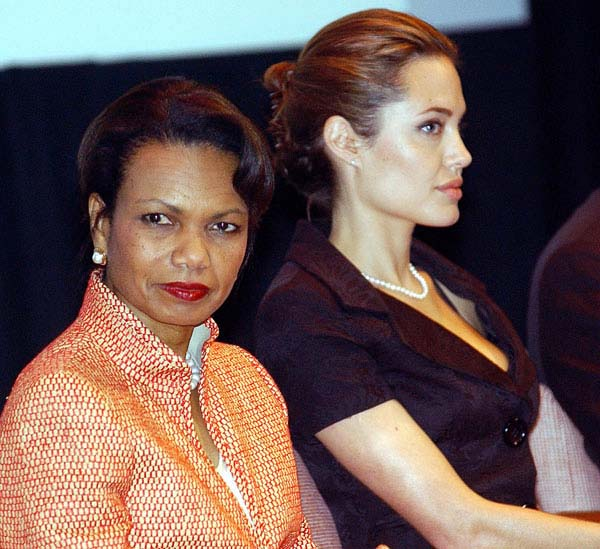
Jolie ao lado da secretária de Estado Condoleezza Rice em uma celebração no ACNUR do Dia Mundial dos Refugiados em junho de 2005

Durante a década seguinte, participou de mais de quarenta missões de campo, encontrando-se com refugiados e pessoas deslocadas internamente em mais de trinta países. Em 2002, quando lhe perguntaram o que esperava realizar, declarou: "Conscientizar a situação dessas pessoas, acho que elas deveriam ser elogiadas pelo que sobreviveram, não desprezadas." Para esse fim, suas visitas de campo de 2001-02 foram narradas em seu livro Notes from My Travels, publicado em outubro de 2003 juntamente com o lançamento de seu  filme Beyond Borders. Jolie pretendia visitar o que chamava de "emergências esquecidas," crises que tinham perdido a atenção da mídia. Ela destacou-se por viajar para zonas de guerra, como a região sudanesa de Darfur durante o conflito de Darfur, a fronteira sírio-iraquiana durante a Segunda Guerra do Golfo, onde se reuniu em particular com tropas americanas e outras forças multinacionais, e a capital afegã, Cabul, durante a Guerra do Afeganistão, onde três trabalhadores humanitários foram assassinados durante a primeira visita dela. Para ajudar em suas viagens, começou a ter aulas de voo em 2004 com o objetivo de transportar trabalhadores humanitários e suprimentos de alimentos em todo o mundo; agora, possui uma licença de piloto privado com habilitação de voo instrumental e possui um Cirrus SR22 e um Cessna 208 Caravan monomotor.
Em 17 de abril de 2012, após mais de uma década de serviço como Embaixadora de Boa Vontade do ACNUR, Jolie foi promovida ao cargo de Enviado Especial do Alto Comissário António Guterres, a primeira pessoa assumir essa posição dentro da organização. Em seu novo cargo, foi dada autoridade para representar Guterres e ACNUR a nível diplomático, com foco em grandes crises de refugiados. Nos meses que se seguiram à sua promoção, fez sua primeira visita como Enviado Especial — a terceira pessoa a fazê-lo — ao Equador, onde se encontrou com refugiados colombianos e acompanhou Guterres a uma viagem de uma semana pela Jordânia, Líbano, Turquia, e Iraque, para avaliar a situação dos refugiados da Síria. Desde então, realizou mais de uma dúzia de missões de campo em todo o mundo.

### Conservação ambiental e desenvolvimento comunitário

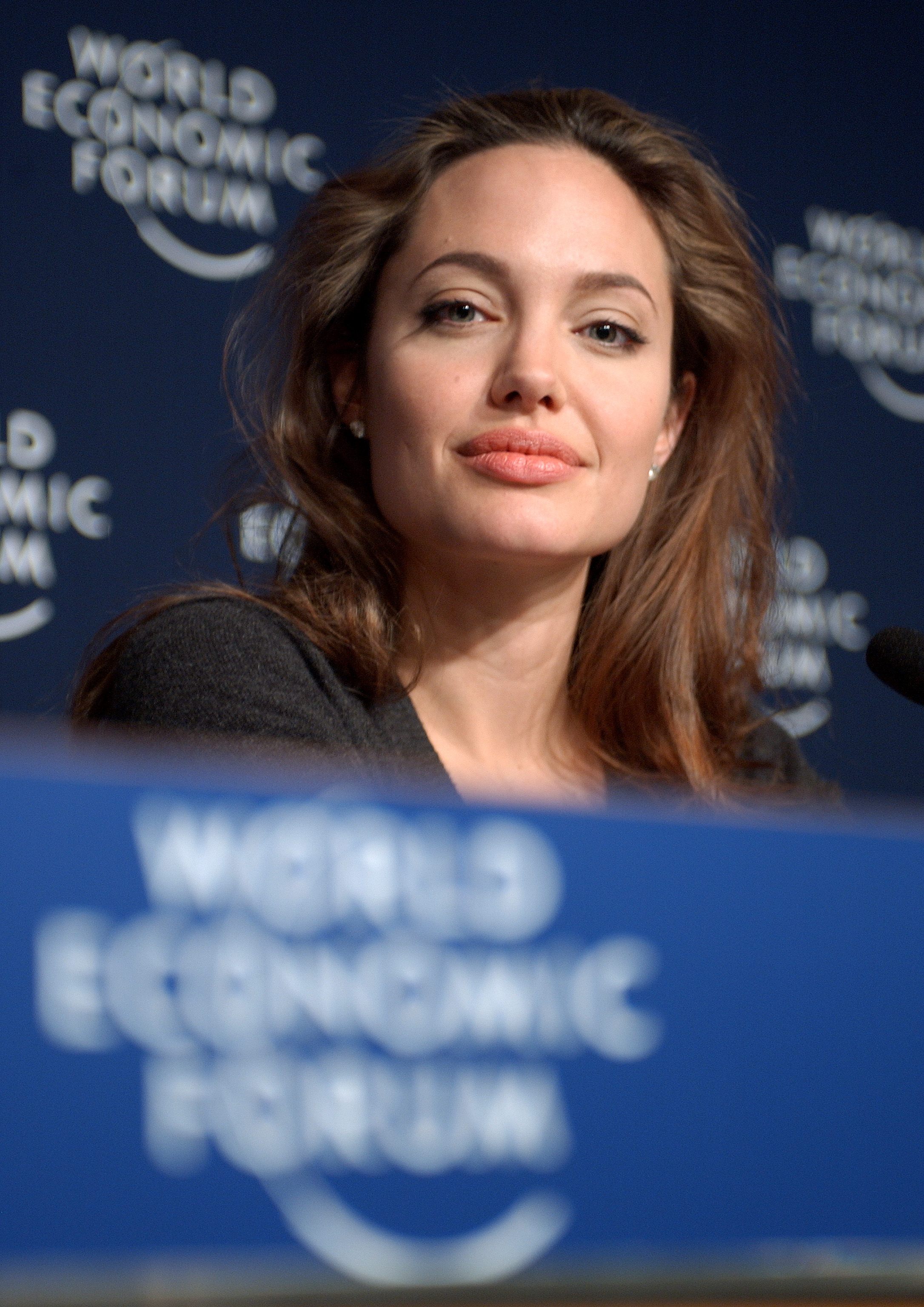
Jolie na reunião anual do Fórum Econômico Mundial em Davos em janeiro de 2005

Em um esforço para conectar seu filho nascido no Camboja à sua origem, Jolie comprou uma casa no país em 2003. A casa localiza-se numa propriedade de 39 hectares na província noroeste de Battambang, ao lado do parque nacional Samlout nas montanhas Cardamom. Ela comprou sessenta mil hectares do parque e transformou a área em uma reserva de vida selvagem em homenagem ao seu filho, o Projeto Maddox Jolie. Em reconhecimento aos seus esforços de conservação ambiental, o rei Norodom Sihamoni concedeu-lhe a cidadania cambojana em 31 de julho de 2005.
Em novembro de 2006, Jolie expandiu o projeto — renomeando-o para Maddox Jolie-Pitt Foundation (MJP) —  para criar o primeiro Millennium Village da Ásia, de acordo com os objetivos de desenvolvimento da ONU. Ela foi inspirada por um encontro com o fundador do Millennium Promise, o notável economista Jeffrey Sachs, no Fórum Econômico Mundial em Davos, onde foi oradora convidada em 2005 e 2006. Em meados de 2007, cerca de seis mil aldeões e 72 empregados — alguns deles antigos caçadores furtivos — moravam e trabalhavam no MJP. O complexo inclui escolas, estradas e uma fábrica de leite de soja, todos financiados por Jolie. Sua casa funciona como a sede do campo MJP. Depois de filmar Beyond Borders (2003) na Namíbia, ela tornou-se patrona da Harnas Wildlife Foundation, um orfanato de vida selvagem e um centro médico no deserto de Kalahari. Em dezembro de 2010, Jolie e seu sócio, Brad Pitt, fundaram a Fundação Shiloh Jolie-Pitt para apoiar o trabalho de conservação da Naankuse Wildlife Sanctuary, uma reserva natural também localizada no Kalahari. Em nome de sua filha nascida na Namíbia, eles financiaram projetos de conservação de animais grandes, bem como uma clínica de saúde gratuita, moradia e uma escola para a comunidade de San Bushmen em Naankuse. Ambos apoiam outras causas através da Fundação Jolie-Pitt, criada em setembro de 2006.

### Imigração infantil e educação

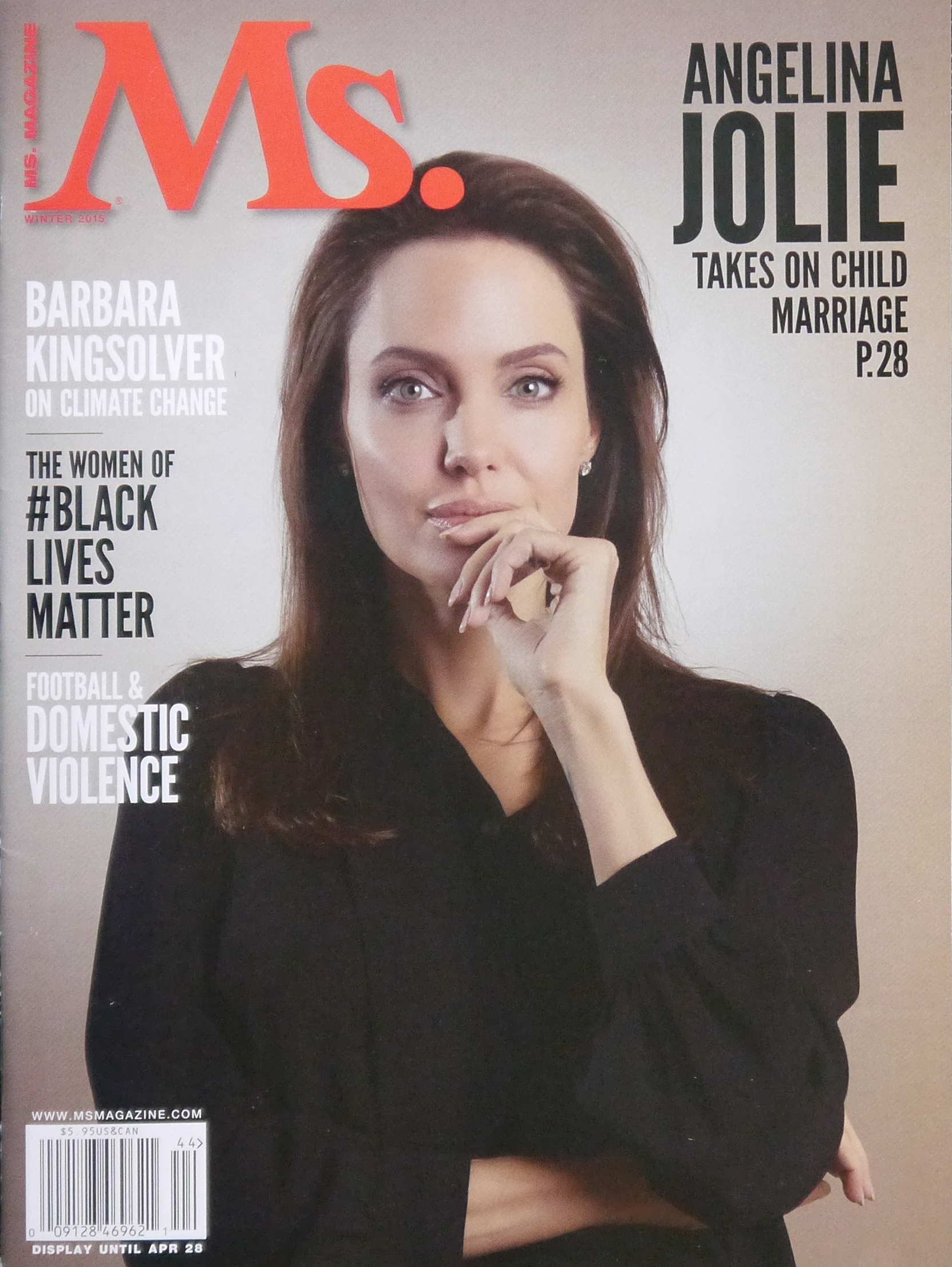
Jolie na capa da revista Ms. em 2015, na qual discute o casamento infantil

Jolie voltou-se a causas cujo objetivo é ajudar crianças imigrantes e outras crianças vulneráveis, tanto nos Estado Unidos como em países em desenvolvimento, incluindo a "Unaccompanied Alien Child Protection Act of 2005." Ela começou a fazer lóbi em interesses humanitários na capital americana a partir de 2003, explicando: "Por mais que eu gostaria de não ter que visitar Washington, essa é a única maneira de promover a causa." Desde outubro de 2008, copreside a Kids in Need of Defense (KIND), uma rede de escritórios de advocacia americanos que prestam assistência jurídica gratuita a menores não acompanhados em processos de imigração para os Estados Unidos. Fundada em colaboração entre Jolie e a Microsoft Corporation, até 2013, a KIND tornou-se a principal provedora de advogados pro bono para crianças imigrantes. Jolie tinha, anteriormente, de 2005 a 2007, financiado o lançamento de uma iniciativa semelhante, e posteriormente o Comitê dos EUA para Refugiados e Imigrantes lançou o Centro Nacional para Refugiados e Crianças Imigrantes.
Ela também defende a educação das crianças. Desde a fundação da reunião anual da Iniciativa Global Clinton em setembro de 2007, a ativista copreside a Parceria Educacional para Crianças do Conflito (EPCC), que fornece financiamento para programas de educação para crianças em regiões afetadas por conflitos. Em seu primeiro ano, a parceria apoiou projetos de educação para crianças iraquianas refugiadas, jovens afetados pelo conflito no Darfur e meninas na zona rural do Afeganistão, entre outros grupos afetados por conflitos. A parceria tem trabalhado em estreita colaboração com o Centro de Educação Universal do Conselho de Relações Exteriores — fundado pelo economista Gene Sperling — que têm como objetivo estabelecer políticas educacionais, fazendo recomendações, inclusive, às agências da ONU e às agências de desenvolvimento do G8 e do Banco Mundial. Desde abril de 2013, todos os lucros da coleção de joias de Jolie "high-end Jolie" e "Style of Jolie", beneficiaram o trabalho da parceria.
Jolie financiou uma escola e um internato para meninas no campo de refugiados de Kakuma no noroeste do Quênia, que abriram em 2005, e duas escolas primárias para meninas nos assentamentos de repatriados Tangi e Qalai Gudar no leste do Afeganistão, que abriram em março de 2010 e novembro de 2012, respectivamente. Além das instalações feitas pelo Millennium Village no Camboja, a ativista já havia construído, pelo menos, outras dez escolas no país em 2005. Em fevereiro de 2006, ela abriu o Maddox Chivan Children's Center, um centro médico e educacional que assiste crianças afetadas pelo HIV, na capital cambojana, Phnom Penh. Em Sebeta, Etiópia, o local de nascimento de sua filha mais velha, ela financia a instituição Zahara Children's Center, que abriu em 2015 e intenta educar crianças que sofrem de HIV ou tuberculose. Ambos os centros são administrados pelo Comitê Global de Saúde.
Jolie expressou seu apoio à Malala Yousafzai, uma ativista dos direitos humanos das mulheres e do acesso à educação por parte dos adolescentes no Paquistão, conhecida por ter sido baleada por membros do Talibã depois de ter feito blogues para a BBC em urdu sobre como era a vida das pessoas sob o regime talibã. Depois do alvejamento de Yousafzai em 9 de outubro de 2012, Jolie escreveu um artigo para The Daily Beast intitulado "We All Are Malala", no qual documentou sua reação ao ocorrido e expressou seu apoio à educação das meninas no Paquistão. No ano seguinte, ela pronunciou um discurso na Cúpula Mundial das Mulheres, na qual expressou seu apoio à Yousafzai e anunciou o início do Fundo Malala, um sistema de subsídios destinado a apoiar estudantes no Paquistão. Além disso, contribuiu pessoalmente mais de duzentos mil dólares para o Fundo e também honrou Yousafzai ao abrir uma escola para meninas no Paquistão.

### Direitos humanos e direitos das mulheres

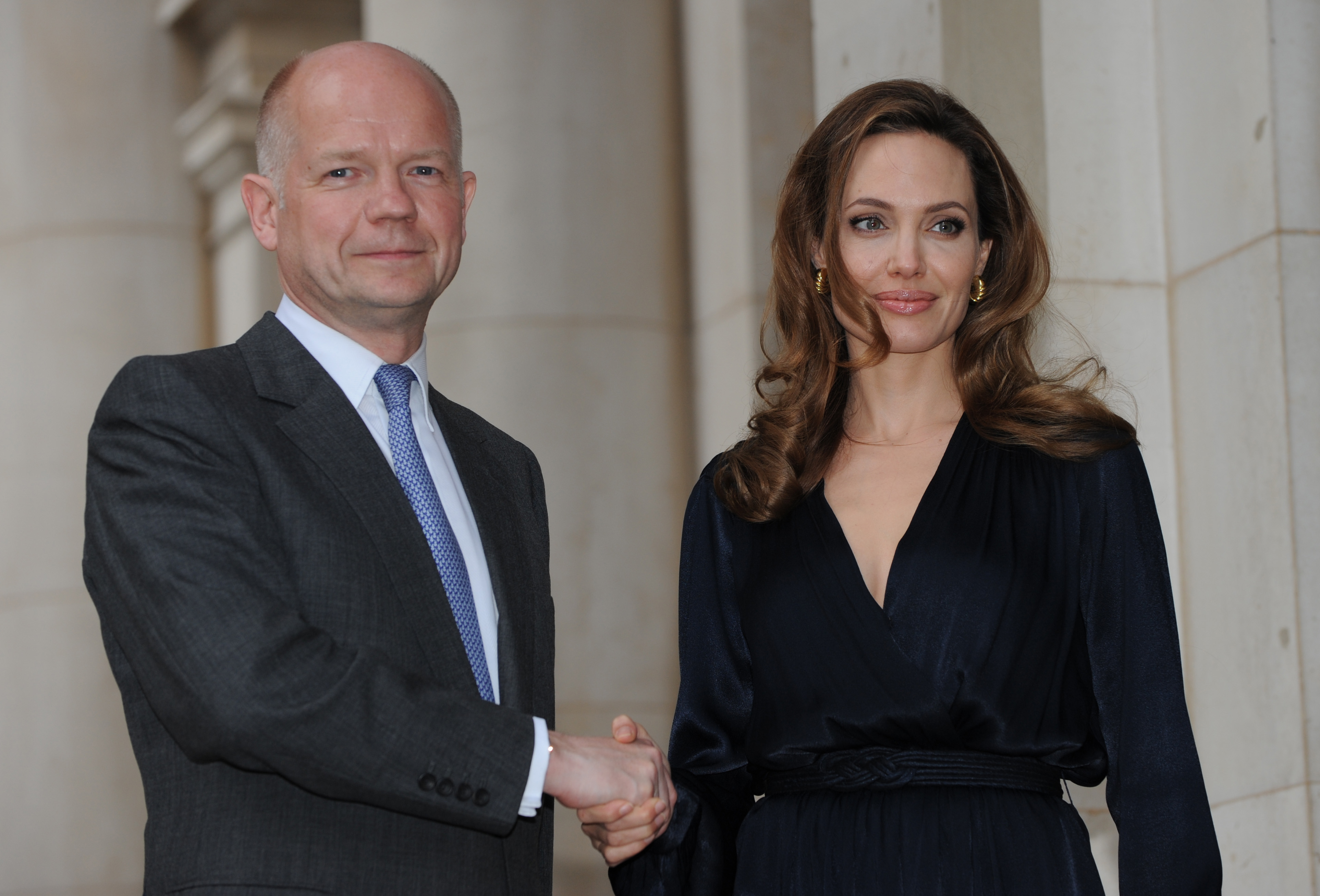
William Hague e Jolie no lançamento da Iniciativa de Prevenção da Violência Sexual, em maio de 2012

Depois de ter se juntado ao Conselho de Relações Exteriores (CFR) em junho de 2007, Jolie organizou uma conferência sobre o direito internacional e justiça na sede do CFR e financiou vários relatórios especiais, incluindo a "Intervenção para parar o genocídio e as atrocidades em massa." Em janeiro de 2011, ela oficializou a Jolie Legal Fellowship, uma rede de advogados que são patrocinados para defender a continuidade dos direitos humanos em seus países de origem. Seus advogados membros, chamados Jolie Legal Fellows, têm facilitado os esforços da proteção infantil no Haiti após o terremoto de 2010 e promovido o desenvolvimento de um processo democrático inclusivo na Líbia após a revolução de 2011.
Ela apoiou uma campanha realizada pelo governo britânico em ações globais contra a violência sexual em zonas de conflito militar, o que tornou a questão uma prioridade durante a reunião do G8 de 2013. Em maio de 2012, lançou a Iniciativa de Prevenção da Violência Sexual (PSVI) com o então ministro das Relações Exteriores britânico William Hague, o qual foi inspirado a fazer uma campanha sobre o tema após ter assistido In the Land of Blood and Honey (2011), filme dirigido por Jolie. A PSVI foi criada para complementar o trabalho do governo britânico por intermédio da sensibilização e promoção da cooperação internacional. Jolie falou sobre o assunto na reunião dos Ministros dos Negócios Estrangeiros do G8, onde as nações presentes adotaram uma declaração histórica perante o Conselho de Segurança da ONU: os Chanceleres do G8 concordaram em fazer um clamor para aumentar os esforços em busca de justiça para as vítimas de abuso, incluindo 35,5 milhões de dólares em financiamento para esforços de prevenção e de resposta. Em junho de 2014, ela copresidiu a Cúpula Internacional para o Fim de Violência Sexual em Conflitos, a maior reunião já feita sobre o assunto, que resultou em um protocolo aprovado por 151 nações.
Por intermédio de seu trabalho na PSVI, Jolie conheceu Arminka Helic, a então assessora especial de Hague. Elas fundaram a Jolie Pitt Dalton Helic em 2015, dedicada aos direitos das mulheres e à justiça internacional, entre outras causas. Em maio do ano seguinte, ela estreou como professora-convidada na London School of Economics por compartilhar com os pós-graduandos do curso Mulheres, Paz e Segurança a sua experiência na área de combate à violência sexual.

Em fevereiro de 2017, a atriz criticou, em um artigo de opinião publicado pelo The New York Times, a ordem executiva assinada pelo presidente Donald Trump que suspende os Programa de Admissões de Refugiados aos Estados Unidos (USRAP, na sigla em inglês) durante 120 dias, bem como a entrada de pessoas da Líbia, Iran, Iraque, Somália, Sudão, Síria e Iêmen.
| “ | Os americanos derramaram sangue para defender a ideia de que os direitos humanos transcendem a cultura, a geografia, a etnia e a religião. A decisão de suspender o reassentamento de refugiados nos Estados Unidos e negar a entrada de cidadãos de sete países de maioria muçulmana foi recebida com choque por nossos amigos em todo o mundo precisamente por causa desse decreto. A crise global de refugiados e a ameaça do terrorismo fazem com que seja completamente justificável que consideremos como proteger as nossas fronteiras da melhor maneira ... Cada governo deve equilibrar as necessidades das suas cidades com as suas responsabilidades internacionais. Mas a nossa resposta deve ser medida com base em fatos e não em resposta ao medo. | ” |

### Reconhecimento e honras

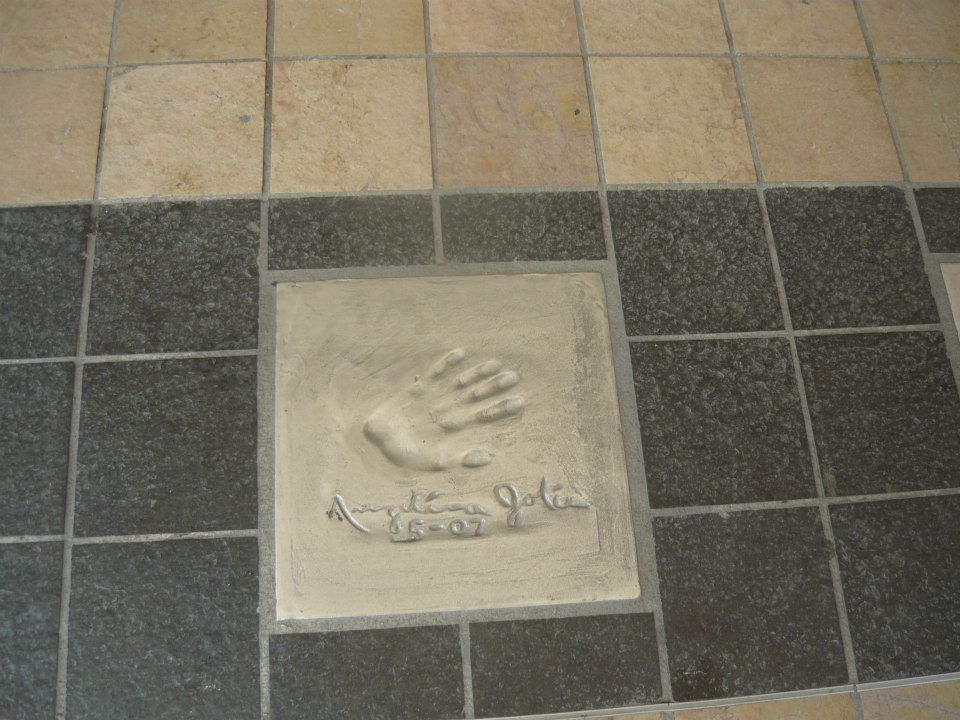
Impressão da mão de Jolie em Cannes feita em 2007

Jolie recebeu um amplo reconhecimento por seus trabalhos humanitários. Em agosto de 2002, recebeu o Prêmio Humanitário Inaugural do Programa de Imigração e Refugiados do Serviço Mundial da Igreja e, em outubro do ano posterior, foi a primeira pessoa a receber o Prêmio Cidadão do Mundo pela Associação de Correspondentes das Nações Unidas. Foi premiada com o Global Humanitarian Award pela UNA-USA em outubro de 2005 e recebeu o Freedom Award do Comitê Internacional de Resgate em novembro de 2007. Em outubro de 2011, o Alto Comissário das Nações Unidas para os Refugiados, António Guterres, premiou-lhe com um pino de ouro — reservado para os membros mais antigos — em reconhecimento por ser Embaixadora da Boa Vontade do ACNUR há mais de uma década.
Em novembro de 2013, Jolie recebeu o Prêmio Humanitário Jean Hersholt, um prêmio honorário da Academia, pelo Conselho de Governadores da Academia de Artes e Ciências Cinematográficas. Em junho de 2014, foi nomeada Comandante Honorária da Ordem de St Michael e St George (DCMG) por seus serviços à política externa do Reino Unido e a campanha para acabar com a violência sexual em zonas de guerra. Em uma cerimônia privada no mês de outubro do mesmo ano, a atriz ganhou o título de Dama Honorária da Rainha Elizabeth II e recebeu uma insígnia no Palácio de Buckingham por seu trabalho humanitário.
Em virtude de seus esforços humanitários, foi comparada a Audrey Hepburn; sobre isso, declarou: "Sinto-me sortuda e privilegiada por poder estar envolvida nisso. E tenho certeza [de] que Audrey também. [...] Ela pôde ajudar milhões de crianças ao redor do mundo. Existem refugiados precisando de ajuda há muito tempo. E, tenho certeza, você sabe, que as minhas crianças irão visitar e aprender com os refugiados no futuro."

## Vida pessoal

### Relacionamentos e casamentos
Jolie iniciou um relacionamento sério aos catorze anos de idade, o qual durou dois anos. Sua mãe permitiu-lhe viver junto a seu namorado em sua casa, sobre o que, posteriormente, afirmou: "Ou eu seria imprudente nas ruas com meu namorado ou ele estaria comigo no meu quarto, com minha mãe no quarto ao lado. Ela fez a escolha e, por causa disto, eu continuei a ir à escola todas as manhãs e explorei meu primeiro relacionamento de uma maneira segura." Ela comparou o relacionamento a um casamento em sua intensidade emocional, e disse que a separação a obrigou dedicar-se à sua carreira de atriz com a idade de dezesseis anos.
Durante a filmagem de Hackers (1995), iniciou um romance com o ator britânico Jonny Lee Miller, seu primeiro namorado desde o relacionamento em sua adolescência. Eles não mantiveram contato por muitos meses após o termino da produção, mas se reencontraram e casaram-se em março de 1996. Ela compareceu em seu casamento com calça preta de borracha e uma camiseta branca, sobre a qual havia escrito o nome do noivo com o próprio sangue dela. Embora o casamento terminou no ano seguinte, Jolie manteve-se em bons termos com Miller, a quem chamou de "um homem e um amigo sólido." Seu divórcio, iniciado por ela, em fevereiro de 1999, foi finalizado pouco antes de se casar novamente no ano seguinte.
Pouco antes de ter se reencontrado e casado com Miller, Jolie teve um relacionamento amoroso com a modelo Jenny Shimizu, durante as gravações de Foxfire (1996). Ela disse mais tarde: "Eu provavelmente teria me casado com Jenny se eu não tivesse casado com meu marido. Eu me apaixonei por ela no primeiro segundo em que a vi." Segundo Shimizu, o relacionamento durou vários anos e continuou mesmo enquanto Jolie estava romanticamente envolvida com outras pessoas.
"É claro, se eu me apaixonasse por uma mulher amanhã, e sentisse que não há problema em querer beijá-la e tocá-la. Se eu me apaixonasse por ela? Absolutamente! Sim!"
— Jolie ao falar sobre sua bissexualidade.

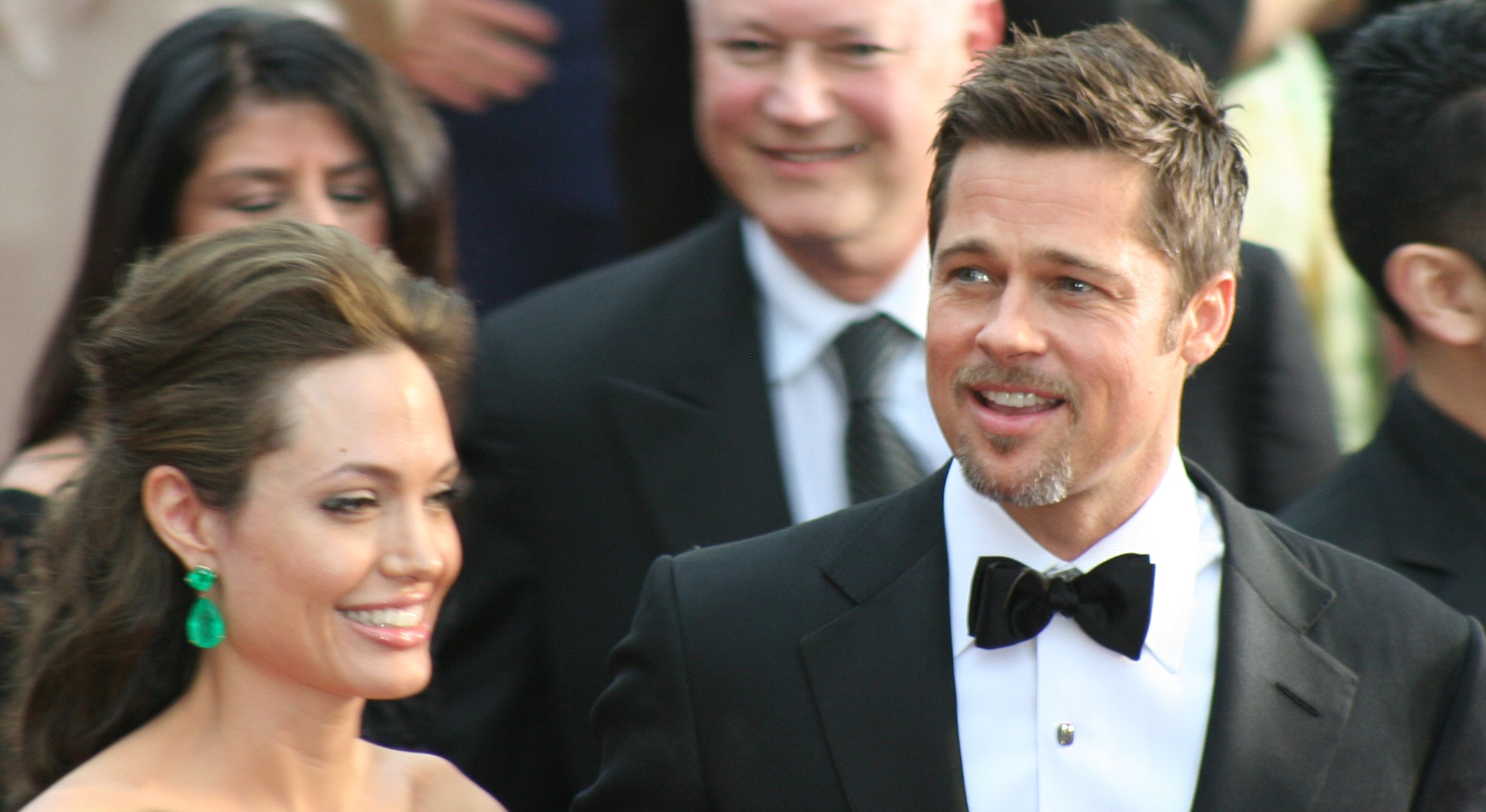
Jolie com seu até então marido Brad Pitt, no Oscar de 2009, premiação na qual ambos receberam indicações às categorias principais de atuação

Após um namoro de dois meses com o ator Billy Bob Thornton, casaram-se em Las Vegas, em 5 de maio de 2000. Eles se conheceram nas gravações de Pushing Tin (1999), mas não prosseguiram um relacionamento naquela época, pois Thornton estava envolvido com a atriz Laura Dern, enquanto Jolie teria namorado o ator Timothy Hutton, seu colega de elenco de Playing God (1997). Como resultado de suas frequentes declarações públicas de paixão e gestos de amor — o mais famoso, ambos usando frascos de sangue um do outro em torno de seus pescoços — seu casamento tornou-se um tema favorito da mídia de entretenimento. Jolie e Thornton anunciaram a adoção de uma criança do Camboja em março de 2002, mas subitamente se separaram três meses depois; seu divórcio foi finalizado em 27 de maio de 2003. Quando questionada sobre o súbito término de seu casamento, declarou: "Pegou-me de surpresa também, porque de um dia para o outro nós mudamos totalmente. E é assustador, mas ... Acho que pode acontecer quando você se envolve [com alguém] e você ainda não se conhece."
Jolie envolveu-se em um escândalo que atraiu grande atenção da imprensa quando foi acusada de ter causado o divórcio dos atores Brad Pitt e Jennifer Aniston em 2005. Ela tinha se apaixonado por Pitt durante a filmagem de Mr. & Mrs. Smith (2005), mas negou as acusações de um caso, dizendo: "Ser íntima com um homem casado, quando meu próprio pai traiu minha mãe, não é algo que eu possa perdoar, não poderia olhar para mim mesma de manhã se eu fizesse isso, não me sentiria atraída por um homem que iria trair sua esposa." Jolie e Pitt não comentaram publicamente sobre o relacionamento até janeiro de 2006, quando ela confirmou que estava grávida dele.
Durante sua relação de doze anos, "Brangelina" — uma siglonimização criada pela mídia — foi tema de cobertura da mídia mundial. Após o escândalo inicial ter diminuído, eles se tornaram um dos casais mais glamourosos de Hollywood. Sua família aumentou para seis crianças, três das quais foram adotadas, antes de anunciar seu noivado em abril de 2012. Casaram-se em 23 de agosto de 2014, em sua propriedade Château Miraval em Correns, França. Ela, posteriormente, assumiu o sobrenome Jolie Pitt. Depois de dois anos de casamento, o casal separou-se em setembro de 2016, declarando diferenças irreconciliáveis; em seu pedido de divórcio, Jolie pediu a custódia de seus filhos.

### Filhos

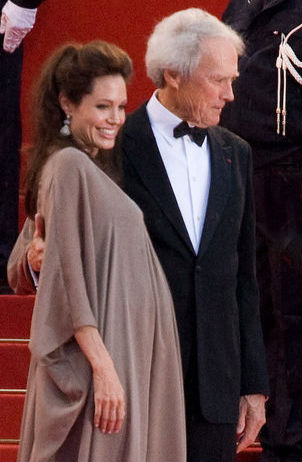
Jolie, grávida, ao lado do cineasta Clint Eastwood no lançamento de Changeling em Cannes, maio de 2008

Em 10 de março de 2002, Jolie adotou seu primeiro filho, Maddox Chivan, de sete meses de idade, em um orfanato em Battambang, Camboja.Que antes da adoção se chamava Rath Vibol, nascido 5 de agosto de 2001, em uma aldeia local. Depois de duas vezes ter visitado o país, enquanto filmava Lara Croft: Tomb Raider (2001) e em uma missão de campo do ACNUR, ela voltou em novembro de 2001 com o seu então marido, Billy Bob Thornton, onde conheceu Maddox e posteriormente candidatou-se para adotá-lo. O processo de adoção foi interrompido no mês seguinte, quando o governo dos Estados Unidos proibiu adoções no Camboja por causa das alegações de tráfico de crianças. Embora o agente facilitador de adoção de Jolie tenha sido posteriormente condenado por fraude de vistos e lavagem de dinheiro, a adoção da criança foi considerada legal. Após o processo ter sido finalizado, ela assumiu a custódia dele na Namíbia, onde estava filmando Beyond Borders (2003). O casal anunciou a adoção em conjunto, mas ela adotou Maddox e o criou sozinha após sua separação três meses mais tarde.
Em julho de 2005, Jolie adotou uma garota chamada, Zahara Marley, de seis meses de idade, de um orfanato em Addis Ababa, na Etiópia. Zahara anteriormente Yemsrach, nasceu em 8 de janeiro de 2005, em Awasa na Etiópia. Jolie, inicialmente, acreditou que Zahara era uma órfã portadora da AIDS, visto que a avó desta havia contado um testemunho, mas sua genitora desmentiu o depoimento subsequentemente, e explicou que havia abandonado sua família, quando Zahara ficou doente e disse que a considerava "muito feliz" por ter sido adotada pela atriz. Quando esta viajou à Etiópia com intuito de tomar custódia de Zahara, esteve acompanhada de seu ex-parceiro Brad Pitt. Mais tarde, falou que eles haviam tomado juntos a decisão de adotar na Etiópia, tendo visitado o país no início do ano. Depois que Jolie anunciou sua intenção de adotar seus filhos, ela apresentou uma petição para alterar legalmente seu sobrenome de Jolie para Jolie-Pitt, a qual foi concedida em 19 de janeiro de 2006. Então Angelina adotou Maddox e Zahara logo em seguida.
A fim de evitar um inevitável alvoroço mediático sem precedentes em torno de seu relacionamento, Jolie e Pitt viajaram para Namíbia para o nascimento de sua primeira filha biológica. Em 27 de maio de 2006, ela deu à luz uma filha, Shiloh Nouvel, em Swakopmund. O casal vendeu as primeiras fotos da criança por intermédio do banco de imagens Getty Images com o objetivo de beneficiar organizações de caridade, ao invés de permitir que paparazzi tirasse as fotografias. As revistas People e Hello! compraram os direitos americanos e britânicos para as imagens por 4,1 e 3,5 milhões de dólares, respectivamente, um recorde no fotojornalismo de celebridades naquela época, e todos os recursos doados à UNICEF. A menina sempre apareceu em público vestida com roupas e cortes de cabelo masculinos e nunca escondeu o desejo de ser um rapaz. Uma vontade totalmente apoiada pela família. Em 2020, foi anunciado na imprensa que Shiloh, com 14 anos, iniciou os tratamentos para mudança de sexo.Porém no final de 2021, Shiloh deixou seu cabelo crescer e passou a usar roupas mais femininas, como vestidos.
Em março de 2007, Jolie adotou um filho de três anos, Pax Thien, de um orfanato em Ho Chi Minh, no Vietnã. Anteriormente achando  de Pham Quang Sang, o garoto nasceu em 29 de novembro de 2003, havia sido abandonado por sua mãe biológica logo após seu nascimento. Depois de visitar o orfanato com Pitt em novembro de 2006, Jolie entrou com pedido de adoção como mãe solteira, porque os regulamentos de adoção do país não permitem que casais não casados adotem crianças. Após seu retorno aos Estados Unidos, ela pediu ao tribunal que mudasse o sobrenome de seu filho de Jolie para Jolie-Pitt, que foi aprovado em 31 de maio. Subsequentemente, Pitt adotou Pax em 21 de fevereiro de 2008.
No Festival de Cinema de Cannes, em maio de 2008, Jolie confirmou que estava esperando gêmeos. Durante as duas semanas que passou em um hospital à beira-mar em Nice, França, repórteres e fotógrafos acamparam por lá durante sua estadia. Ela deu à luz a um menino, Knox Léon, e uma menina, Vivienne Marcheline, em 12 de julho de 2008. As primeiras fotos das crianças foram vendidas conjuntamente para People e Hello! em catorze milhões de dólares — as fotografias de celebridades mais caras já comprada. Todos os lucros foram doados à Fundação Jolie-Pitt.
Em 27 de maio de 2024, Shiloh Nouvel, uma das filhas de Angelina Jolie e Brad Pitt, entrou com um pedido na Justiça para remover o sobrenome do pai. Ela apresentou uma petição no Tribunal Superior do Condado de Los Angeles no mesmo dia, no seu aniversário de 18 anos. Angelina Jolie pediu o divórcio de Brad Pitt em setembro de 2016, mas os detalhes do processo ainda não foram finalizados.

### Tratamento de prevenção do câncer
Em 16 de fevereiro de 2013, aos 37 anos, a atriz foi submetida a uma dupla mastectomia preventiva depois de ter sabido que tinha um risco de 87% de desenvolver câncer de mama devido a um gene BRCA1 defeituoso. Sua história familiar materna justificou as mutações BRCA: sua mãe teve câncer de mama e morreu de câncer de ovário, ao passo que sua avó morreu de câncer de ovário; sua tia, que tinha o mesmo defeito BRCA1, morreu de câncer de mama três meses após a operação de Jolie. Após a mastectomia, que reduziu suas chances de desenvolver câncer de mama para menos de cinco por cento, a atriz passou por cirurgia reconstrutiva que envolveu implantes e aloenxertos. Dois anos mais tarde, em março de 2015, em seguida aos resultados de testes que indicaram possíveis sinais de câncer de ovário precoce, ela submeteu-se a uma ooforectomia preventiva, pois tinha risco de 50% de desenvolver o câncer devido a mesma anomalia genética. Apesar da terapia de reposição hormonal, a cirurgia trouxe-lhe a menopausa prematura.

"Eu escolho não manter a minha história privada, porque há muitas mulheres que não sabem que elas podem estar vivendo sob a sombra do câncer. É minha esperança que elas também sejam capazes de fazer o teste de genes, e também saberão que têm fortes escolhas."

— Jolie ao falar sobre sua mastectomia.
Depois de completar as operações, ela discutiu os precedimentos em op-eds para o The New York Times, com o objetivo de ajudar que outras mulheres façam, informadas, suas escolhas relacionadas à saúde. Ela detalhou seu diagnóstico, cirurgias e experiências pessoais, e descreveu sua decisão de submeter-se à cirurgia preventiva como uma medida pró-ativa para o bem de seus seis filhos. Ainda escreveu: "Em uma nota pessoal, eu não me sinto menos mulher. Eu fiz uma escolha forte que em nada diminui minha feminilidade."
O seu anúncio sobre sua mastectomia atraiu atenção da imprensa, além de novas discussões acerca das mutações BRCA e testes genéticos. Sua decisão foi recebida com elogios de várias figuras públicas, enquanto os promotores de saúde apoiaram sua conscientização sobre as opções disponíveis às mulheres em situação de risco. Denominada The Angelina Effect, no artigo de capa da Time, a influência de Jolie fez com que houvesse um aumento "global e duradouro" de testes genético BRCA: os testes aumentaram duas vezes na Austrália e Reino Unido, partes do Canadá e Índia, bem como aumentaram significativamente em outros países europeus e nos Estados Unidos. Pesquisadores do Canadá e do Reino Unido descobriram que, apesar do grande aumento [dos testes], a porcentagem de portadores da mutação permaneceu a mesma, significando que a mensagem de Jolie havia atingido apenas aqueles que estavam mais em risco.

## Na mídia

### Imagem pública
Como filha do ator Jon Voight, Jolie apareceu na mídia desde cedo. Depois de iniciar sua própria carreira, ela ganhou a reputação de "criança selvagem," e isso contribuiu para seu sucesso inicial no final dos anos 1990 e início de 2000. A mídia frequentemente reportava seu fascínio por sangue e facas, experiências com drogas e sua vida sexual, particularmente sua bissexualidade e interesse pelo sadomasoquismo. Em 2000, quando questionada sobre sua franqueza, declarou: "Eu digo coisas que outras pessoas podem passar, é isso que os artistas devem fazer — desabafar e não ser perfeito e não ter respostas para nada, e ver se as pessoas entendem." Outro fator que contribuiu para a sua imagem controversa foram rumores, feitos por tabloides, de incesto que começaram quando, ao ganhar seu Oscar, beijou seu irmão nos lábios e disse: "Estou tão apaixonada pelo meu irmão agora." Ela rebateu os boatos, afirmando: "Foi decepcionante que algo tão bonito e puro pudesse ser transformado em um circo," e explicou que, como filhos do divórcio, ela e James confiam um no outro.

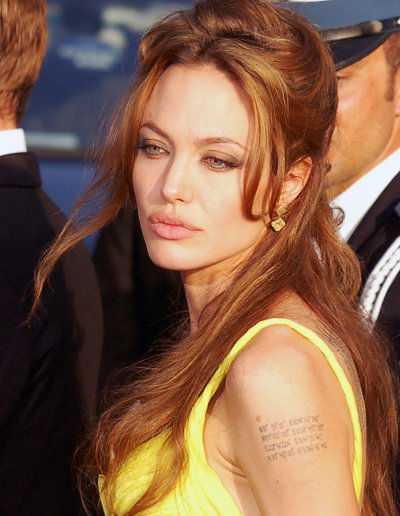
Jolie no Festival de Cannes em maio de 2007

A reputação de Jolie começou a mudar positivamente depois que, aos 26 anos, tornou-se Embaixadora de Boa Vontade para o Alto Comissariado das Nações Unidas para os Refugiados; sobre isso, comentou: "Aos meus vinte anos, estava lutando comigo mesmo. Agora, eu luto por algo importante." Devido ao seu extenso ativismo, seu Q Score mais que dobrou entre 2000 e 2006. Sua popularidade cresceu progressivamente; em 2006, era familiar a 81% dos americanos, comparado a 31% em 2000; em 2020, esse número saltou para 96%. Tornou-se notável por sua habilidade de influenciar positivamente sua imagem pública por intermédio de seus feitos, sem empregar agente publicitário. Seu Q Score permaneceu acima da média mesmo quando, em 2005, foi acusada de terminar o casamento de Brad Pitt com Jennifer Aniston, momento em que sua personagem pública tornou-se uma combinação improvável de uma suposta amante, mãe, símbolo sexual e humanitária. Uma década depois, foi considerada a mulher mais admirada do mundo em pesquisas globais conduzidas pela YouGov em 2015, 2016 e 2018 e ficou na segunda posição em 2019. Em 2014, YouGov publicou que a atriz foi nomeada a pessoa famosa mais influente no que se refere a questões políticas.
A influência geral e a riqueza de Jolie são amplamente relatadas. Em uma pesquisa global de 2006, realizada pela ACNielsen em 42 mercados internacionais, a atriz, juntamente com Pitt, foi considerada a celebridade favorita para endossar marcas e produtos em todo o mundo. Ela foi o rosto de St. John e Shiseido de 2006 a 2008, e, em 2011, teve um acordo com Louis Vuitton no valor de dez milhões de dólares — um recorde para uma única campanha publicitária. Jolie esteve no Time 100, lista das pessoas mais influentes do mundo, publicada pela revista Time, em 2006 e 2008. Foi nomeada a celebridade mais poderosa do mundo na edição de 2009 da Forbes, e foi listada como a atriz mais poderosa de 2006 a 2008 e de 2011 a 2013. A revista também a citou como a atriz mais bem paga de Hollywood em 2009, 2011 e 2013, com ganhos anuais estimados em 27 milhões, trinta milhões e 33 milhões de dólares, respectivamente.

### Aparência
A imagem pública de Jolie está fortemente ligada à sua beleza e ao seu apelo sexual. Muitos meios de comunicação, incluindo Vogue, People e Vanity Fair, classificaram-na como a mulher mais bonita do mundo, enquanto outras como Esquire, FHM e Empire a nomearam a mulher mais sensual viva. Ambos os títulos têm sido muitas vezes baseados em pesquisas públicas em que Jolie tem ficado muito à frente de outras celebridades. Suas características físicas mais conhecidas são suas tatuagens, seus olhos e, em particular, seus lábios carnudos; o New York Times considerou o seu queixo à Kirk Douglas e olhos à Bette Davis. Entre suas cerca de vinte tatuagens estão o provérbio em latim quod me nutrit me destruit (em português:  "o que me nutre me destrói"), a citação de Tennessee Williams "Uma prece aos selvagens de coração mantidos em gaiolas," quatro orações budistas sânscrito de proteção, um tigre de doze polegadas e coordenadas geográficas indicando os lugares onde ela conheceu seus filhos adotivos. Ao longo do tempo, ela tem coberto ou feito cirurgia a laser em várias de suas tatuagens, incluindo "Billy Bob", o nome de seu segundo marido. Sua foto com sangue escorrendo na boca, serviu de inspiração aos cartazes do filme Jennifer's Body e da série True Blood. A fotografia foi tirada em 2003 por Martin Schoeller e faz parte da dele coleção de close-up. Em novembro de 2016, a imagem foi posta à venda por sessenta mil dólares – algo correspondente a 190 mil reais na época.
Na publicação das Cem Mulheres Mais Sensuais do mundo, realizada pela FHM, Jolie ficou na 61.ª posição em 2001, 32.ª em 2003, nona em 2004, terceira em 2005, quarta em 2006, oitava em 2007, nona em 2008, 14.ª em 2009, septuagésima em 2010, nonagésima em 2011, 31.ª em 2012, e 72.ª em 2015. Em 2011, a Men's Health posicionou-a na décima colocação de uma lista de cem mulheres mais atraentes de todos os tempos. Apareceu também na lista Hot 100 da revista Maxim no número 43 em 2003, dezessete em 2004, sete em 2005, quatro em 2006, doze em 2007, 26 em 2009, 38 em 2010. Ela foi considerada uma das cinquenta pessoas mais bonitas do mundo pela revista People em 1998, 2004 e 2005, e foi eleita a número um dentre as cem pessoas da publicação de mesmo conteúdo dessa revista em 2006; esteve inclusa nas edições de 2007, 2008 e 2009, e ainda foi classificada como uma das 25 pessoas mais intrigantes de 2010, 2013 e 2014. A atriz ocupou a segunda colocação na lista Hot 100 do portal online LGBT AfterEllen.com em 2007. Repetiu a sua aparição nos anos seguintes, tendo sido votada a décima primeira da lista em 2008, a nona em 2009 e a décima terceira em 2010.

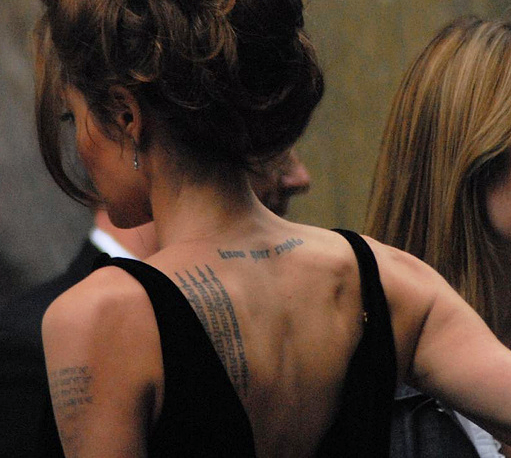
Jolie na estreia de A Mighty Heart em junho de 2007; várias de suas tatuagens são visíveis

A revista Empire classificou-a em segundo lugar na lista das "100 Estrelas de Cinema Mais Sensuais de Sempre" realizada em 2004, foi novamente incluída na publicação em 2007, tendo sido votada como a número um, e na edição de 2013 posicionou-se no número nove. A Esquire realizou uma publicação em 2007 com mesmo título, e a atriz também encabeçou a lista. Em 2000, foi nomeada pela USA Today como número um na publicação das cem pessoas do ano, número trinta e três em 2001, sessenta e um em 2002, sessenta e oito em 2003, e número três em 2005.
Profissionalmente, o status da atriz como um símbolo sexual foi, ao mesmo tempo, considerado um recurso e um obstáculo. Alguns de seus filmes mais bem sucedidos comercialmente, incluindo Lara Croft: Tomb Raider (2001) e Beowulf (2007), dependiam abertamente, pelo menos em parte, de seu apelo sexual, com a Empire afirmando que sua "figura curvilínea," "olhos atraentes" e "lábios" contribuíram grandemente para o seu apelo ao público do cinema. Por outro lado, o escritor Allen Barra, do Salon, concordou com os críticos que sugeriram que a "sexualidade sombria e intensa" de Jolie a limitou no que se refere aos tipos de papéis que ela poderia interpretar, ao passo que Clint Eastwood, que a dirigiu Changeling (2008), opinou que "ter o rosto mais bonito do planeta," às vezes, prejudicava sua credibilidade dramática com o público.
Além de sua carreira, a aparência de Jolie é creditada por ter influenciado a cultura popular em geral. Em 2002, Sarah Warn, fundadora da AfterEllen, observou que muitas mulheres de diferentes orientações sexuais expressaram publicamente sentir atração por Jolie, o que Warn chamou de "um novo desenvolvimento na cultura americana," acrescentando que "há muitas mulheres bonitas em Hollywood e poucas geram o mesmo tipo de interesse colossal em [diferentes] gêneros e orientações sexuais como ela faz." Os atributos físicos de Jolie tornaram-se altamente procurados entre as mulheres ocidentais que procuram a cirurgia estética. Em 2007, foi considerada "o padrão ouro da beleza," os seus lábios carnudos foi a característica mais imitada da atriz nos anos 2010. O Superdrug a nomeou "o ícone de beleza da década de 2000"; Steve Jebson, diretor comercial da Superdrug, disse: "Angelina Jolie não é uma beleza convencional, mas seu caráter forte brilha através de suas características fabulosas para dar-lhe uma posição única no mundo da beleza." Depois de uma pesquisa realizada em 2011 pela Allure, descobriu-se que ela mais que representou o ideal de beleza americana, em comparação com a modelo Christie Brinkley em 1991, tendo "ramificado para além do ideal da boneca Barbie e abraçou algo muito diferente." Em 2013, Jeffrey Kluger, da Time, concordou que Jolie simbolizou durante muitos anos o ideal feminino e opinou que sua discussão franca de sua mastectomia dupla redefiniu sua beleza.

## Filmografia
No decorrer de sua carreira, Jolie participou de diversos filmes e telefilmes, tendo recebido elogios por parte da crítica especializada por suas atuações principalmente em George Wallace (1997), Gia (1998), Girl, Interrupted (1999), que lhe rendeu o Globo de Ouro e o Oscar de Melhor Atriz Coadjuvante, A Mighty Heart (2007), Wanted e Changeling (ambos de 2008), este lhe garantiu uma nomeação ao Oscar de Melhor Atriz, e Maleficent (2014). Seus filmes mais lucrativos são: Maleficent, trilogia Kung Fu Panda, Mr. & Mrs. Smith (2005), Shark Tale (2004), Wanted, Salt e The Tourist (ambos de 2010), Lara Croft: Tomb Raider (2001) e Gone in 60 Seconds (2000).

## Prêmios e indicações
Ao longo de sua carreira, Jolie já venceu e foi nomeada a diversos prêmios, notavelmente suas nomeações para o Óscar de Melhor Atriz, Globo de Ouro para Melhor atriz em filme dramático por dois anos consecutivos (2007 e 2008), Melhor atriz em comédia ou musical e Melhor filme em língua estrangeira (como produtora), quatro BAFTA, Emmy de Melhor Atriz em minissérie ou telefilme e Melhor Atriz Coadjuvante em minissérie ou telefilme e o Screen Actors Guild para Melhor Atriz Principal em cinema em 2008 e 2009. Ela venceu o Óscar de Melhor Atriz Coadjuvante em 2000, o Globo de Ouro por três anos consecutivos (1998, 1999 e 2000), dois Screen Actors Guild em 1999 e 2000.

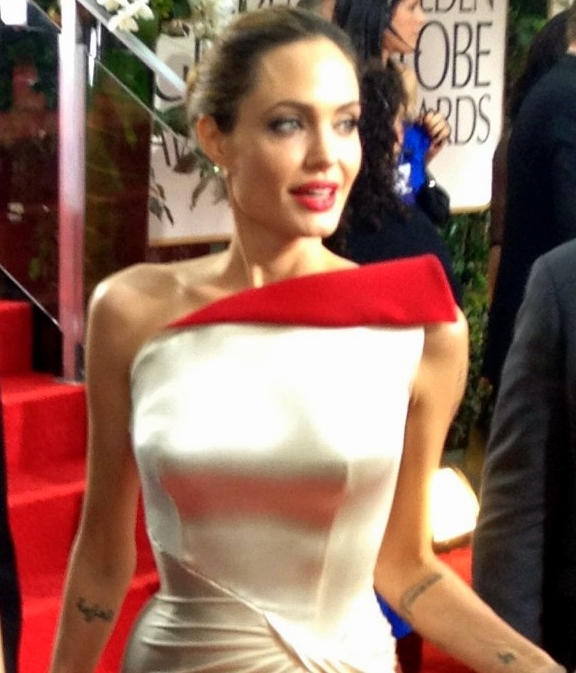
A atriz no Globo de Ouro de 2012, cerimônia em que foi nomeada por seu trabalho em In the Land of Blood and Honey.

Como humanitária, ganhou o Prêmio Humanitário Jean Hersholt em 2013 e outros prêmios, incluindo da Ordem de São Miguel e São Jorge e da Associação de Correspondentes das Nações Unidas. Até 2017, Jolie já havia sido nomeada para 97 prêmios diferentes, vencendo 49 destes.